# Liste der Biografien/Cou
Liste der Biografien |
Portal Biografien |
Personensuche
# |
A |
B |
C |
D |
E |
F |
G |
H |
I |
J |
K |
L |
M |
N |
O |
P |
Q |
R |
S |
T |
U |
V |
W |
X |
Y |
Z |
?
 
Ca |
Cb |
Cc |
Ce |
Ch |
Ci |
Cj |
Ck |
Cl |
Cm |
Cn |
Co |
Cr |
Cs |
Ct |
Cu |
Cv |
Cw |
Cy |
Cz
 
Coa–Cod |
Coe–Cok |
Col |
Com |
Con |
Coo–Coq |
Cor |
Cos |
Cot |
Cou |
Cov |
Cow |
Cox |
Coy |
Coz
Die Liste der Biografien führt alle Personen auf, die in der deutschsprachigen Wikipedia einen Artikel haben. Dieses ist eine Teilliste mit 716 Einträgen von Personen, deren Namen mit den Buchstaben „Cou“ beginnt.

## Cou

### Coua
- Couacaud, Enzo (* 1995), französischer Tennisspieler
- Couao-Zotti, Florent (* 1964), beninischer Schriftsteller und Journalist
- Couard, Roger (1912–1999), französischer Fußballspieler

### Coub
- Coubard, Veronique (* 1995), deutsche Bühnen- und Fernsehschauspielerin
- Coubat, Emmanuelle (* 1970), französische Tischtennisspielerin
- Coubertin, Pierre de (1863–1937), französischer Pädagoge, Historiker und SportfunktionärPierre de Coubertin (1863–1937)

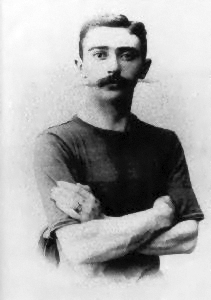
Pierre de Coubertin (1863–1937)

- Coubier, Heinz (1905–1993), deutscher Regisseur und Schriftsteller
- Coubillier, Eugen (1873–1947), deutscher Fotograf
- Coubillier, Friedrich (1869–1953), deutscher Bildhauer

### Couc
- Couceiro, Henrique Mitchell de Paiva (1861–1944), portugiesischer Soldat, Kolonialgouverneur und Monarchist
- Couceiro, Pedro (* 1970), portugiesischer Automobilrennfahrer
- Couch, Darius N. (1822–1897), US-amerikanischer Generalmajor
- Couch, Lionel (1913–1989), britischer Artdirector
- Couch, Liz (* 1974), neuseeländische Skeletonpilotin
- Couch, Matthew (* 1974), englischer Snookerspieler
- Couch, Tim (* 1977), US-amerikanischer American-Football-Spieler
- Couch, Tommy (* 1942), US-amerikanischer Musikproduzent, Songwriter, Toningenieur und Labelbetreiber.
- Couch, Tonia (* 1989), britische Wasserspringerin
- Couchaux, Marcel (1877–1939), französischer Maler der École de Rouen
- Couche, Charles (1815–1879), französischer Eisenbahningenieur, Hochschullehrer und Autor
- Couchepin Vouilloz, Anne-Laure (* 1977), Schweizer Juristin und Politikerin (PLR)
- Couchepin, François (1935–2023), Schweizer Bundeskanzler
- Couchepin, Nicolas (* 1960), Schweizer Schriftsteller und Übersetzer
- Couchepin, Pascal (* 1942), Schweizer Politiker (FDP)Pascal Couchepin (* 1942)

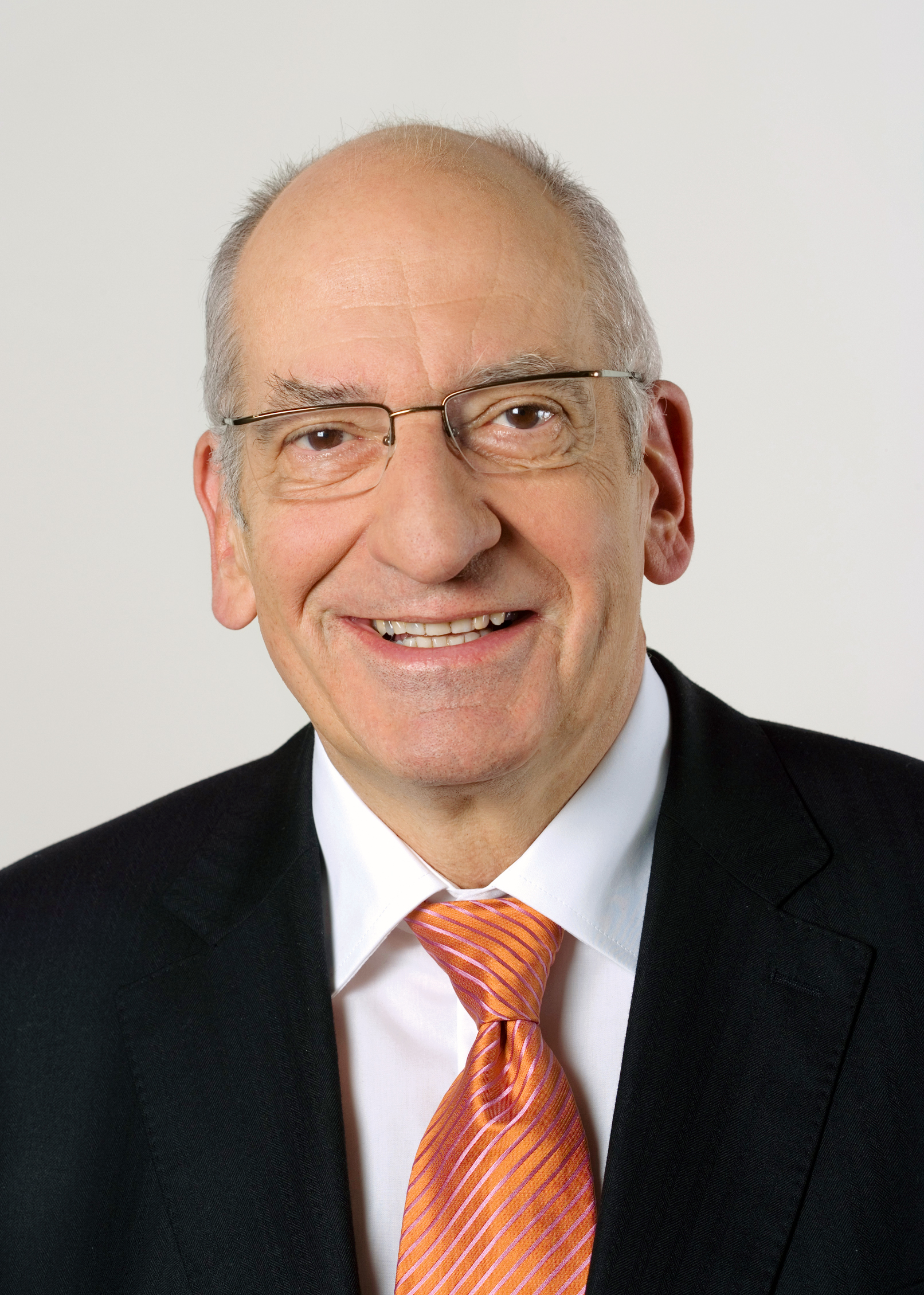
Pascal Couchepin (* 1942)

- Couchoro, Félix (1900–1968), beninisch-togoischer Schriftsteller
- Coucke, Ward (* 1981), belgischer Beachvolleyballspieler
- Couckuyt, Paulien (* 1997), belgische Hürdenläuferin
- Coucy, Jean-Charles de (1746–1824), französischer Geistlicher, Bischof von La Rochelle und Erzbischof von Reims
- Coucy, Kastellan von, Troubadour
- Coucy, Marie de († 1284), Royal Consort von König Alexander II. von Schottland

### Coud
- Coudenhove, Edmund von († 1853), Abgeordneter
- Coudenhove, Franz Karl (1825–1893), österreichischer Diplomat, Großgrundbesitzer und Politiker, Mitglied des Herrenhauses
- Coudenhove, Karl Maria von (1855–1913), österreichischer Verwaltungsjurist
- Coudenhove, Karl von (1814–1868), österreichischer Feldmarschallleutnant
- Coudenhove, Max von (1865–1928), österreichischer Verwaltungsjurist
- Coudenhove, Maximilian (1805–1889), österreichischer Feldmarschallleutnant
- Coudenhove-Kalergi, Barbara (* 1932), tschechisch-österreichische Journalistin und Herausgeberin
- Coudenhove-Kalergi, Gerolf (1896–1978), tschechisch-österreichischer Jurist und Japanologe
- Coudenhove-Kalergi, Heinrich von (1859–1906), österreichischer Diplomat
- Coudenhove-Kalergi, Johann Graf (1893–1965), Adliger und Autor
- Coudenhove-Kalergi, Mitsuko (1874–1941), japanische Frau
- Coudenhove-Kalergi, Richard (1894–1972), österreichischer Schriftsteller, Gründer der Paneuropa-UnionRichard Coudenhove-Kalergi (1894–1972)

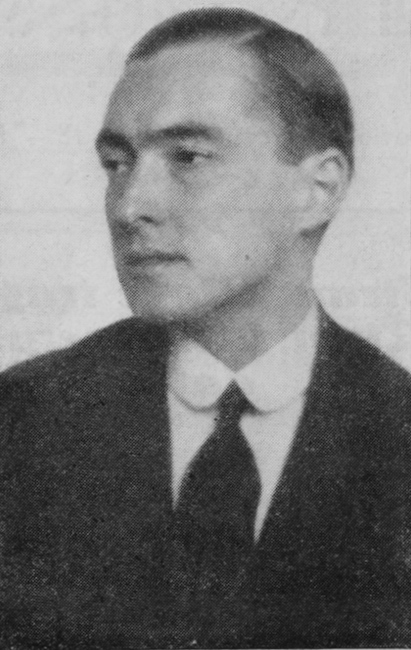
Richard Coudenhove-Kalergi (1894–1972)

- Coudenhoven, Sophie von (1747–1825), deutsche Adlige
- Couder, André (1897–1979), französischer Optiker und Astronom
- Couder, Auguste († 1873), französischer Historien- und Porträtmaler
- Couder, Yves (1941–2019), französischer Physiker
- Couderc, Alain (1947–2020), französischer Autorennfahrer
- Couderc, Bertrand (* 1966), baskischer Lichtdesigner
- Couderc, Céline (* 1983), französische Schwimmerin
- Couderc, Thérèse (1805–1885), französische Ordensgründerin und Heilige der katholischen Kirche
- Coudert, Frederic René junior (1898–1972), US-amerikanischer Jurist und Politiker
- Coudert, Grégoire (* 1999), französischer Fußballtorwart
- Coudert, Jean-Louis-Antoine-Joseph (1895–1965), französischer Ordensgeistlicher, römisch-katholischer Apostolischer Vikar von Whitehorse
- Coudoro, Cedric (* 1984), deutscher Handballspieler
- Coudoux, Elisabeth (* 1985), deutsche Improvisationsmusikerin
- Coudray, Angélique du († 1794), französische Hebamme, Verfasserin eines HebammenbuchesAngélique du Coudray († 1794)

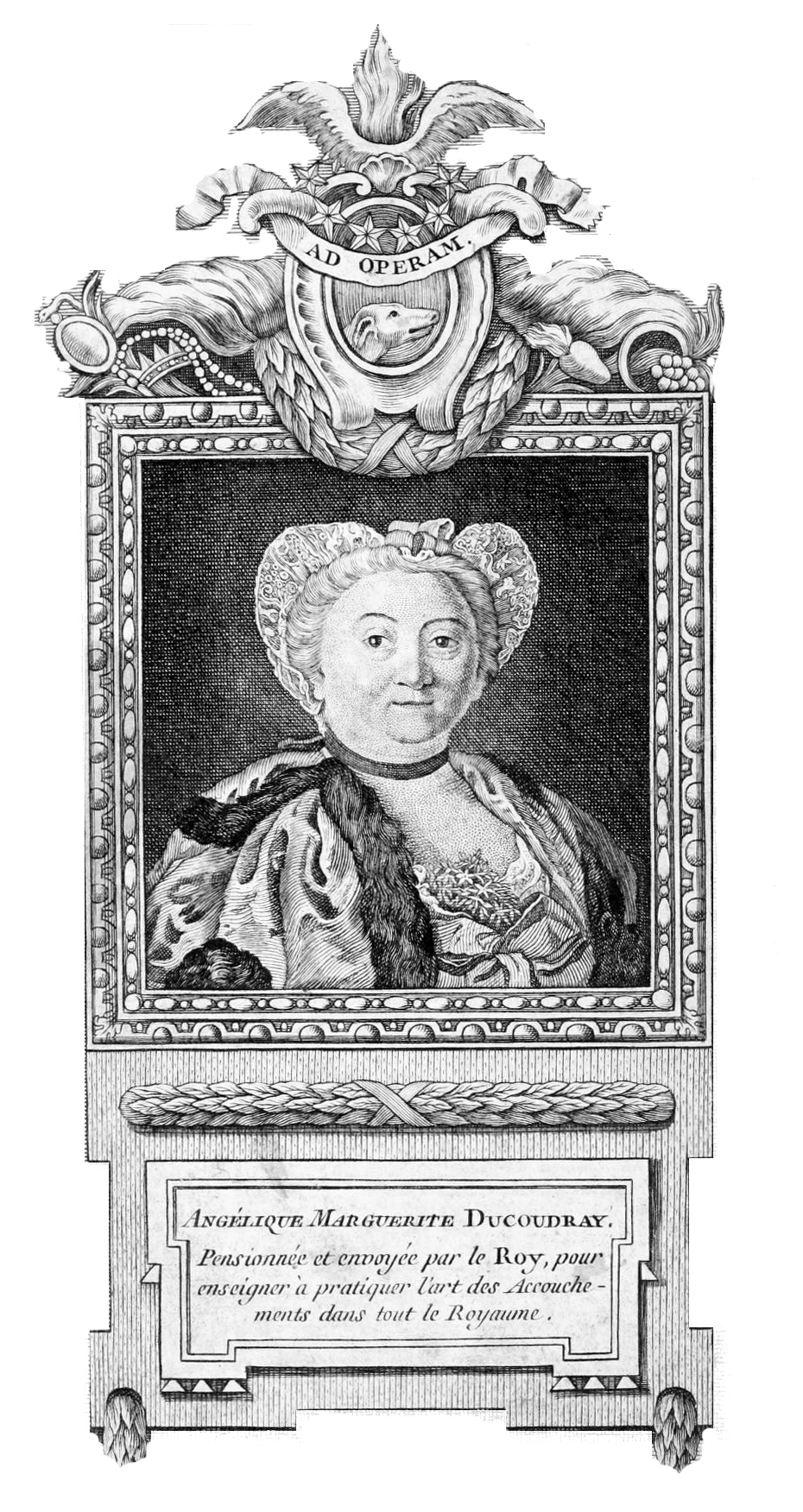
Angélique du Coudray († 1794)

- Coudray, Anne-Claire (* 1977), französische Fernsehjournalistin und -Fernsehmoderatorin
- Coudray, Clemens Wenzeslaus (1775–1845), Architekt und Oberbaudirektor des Großherzogtums Sachsen-Weimar-Eisenach
- Coudray, François (1678–1727), französischer Bildhauer
- Coudray, Henri (* 1942), französischer römisch-katholischer Ordensgeistlicher, Apostolischer Vikar von Mongo
- Coudray, Pierre (1713–1770), französischer Bildhauer
- Coudreau, Henri (1859–1899), französischer Geograph und Südamerikaforscher
- Coudres, Adolf Des (1862–1924), deutscher Landschaftsmaler
- Coudres, Hans Peter Des (1905–1977), deutscher Jurist und Bibliothekar
- Coudres, Ludwig Des (1820–1878), deutscher Historien- und Porträtmaler
- Coudres, Richard Des (1865–1930), Generalmajor der preußischen Armee sowie Präsident des mitteldeutschen Sängerbundes
- Coudres, Selma des (1883–1956), lettisch-deutsche Malerin
- Coudres, Theodor Des (1862–1926), deutscher Physiker
- Coudrey, Harry Marcy (1867–1930), US-amerikanischer Politiker
- Coudrin, Pierre (1768–1837), französischer Priester und Ordensgründer

### Coue
- Coué, Émile (1857–1926), französischer Apotheker, Begründer der modernen, bewussten AutosuggestionÉmile Coué (1857–1926)

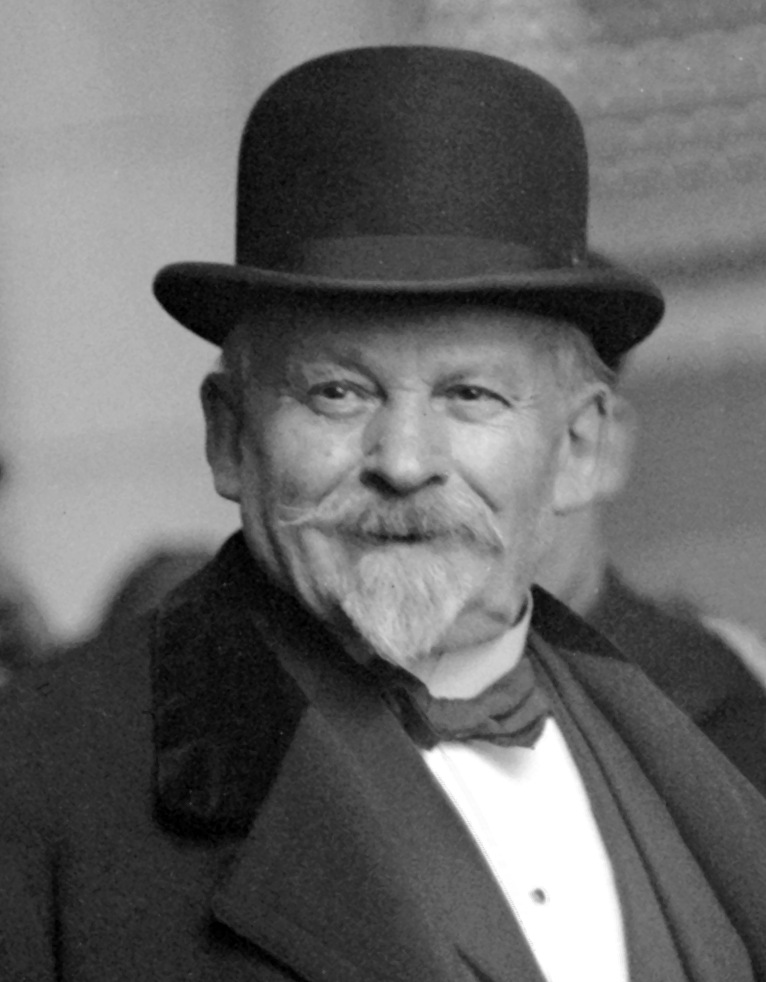
Émile Coué (1857–1926)

- Couécou, Didier (* 1944), französischer Fußballspieler
- Coues, Elliott (1842–1899), US-amerikanischer Armee-Chirurg, Historiker, Ornithologe, Autor und Theosoph
- Couët du Vivier de Lorry, Michel-François de (1727–1803), französischer römisch-katholischer Geistlicher und Bischof von La Rochelle
- Coueter, Elias (1896–1985), syrischer Geistlicher, Bischof für die Melkiten in Brasilien
- Couette, Maurice (1858–1943), französischer Physiker

### Couf
- Coufal Kieswetter, Erich (1926–2021), österreichisch-mexikanischer Architekt
- Coufal, Birgit (* 1985), österreichische Squashspielerin
- Coufal, Fritz (1905–1961), österreichischer Leichtathlet
- Coufal, Günter (* 1937), deutscher Schriftsteller
- Coufal, Vladimír (* 1992), tschechischer FußballspielerVladimír Coufal (* 1992)

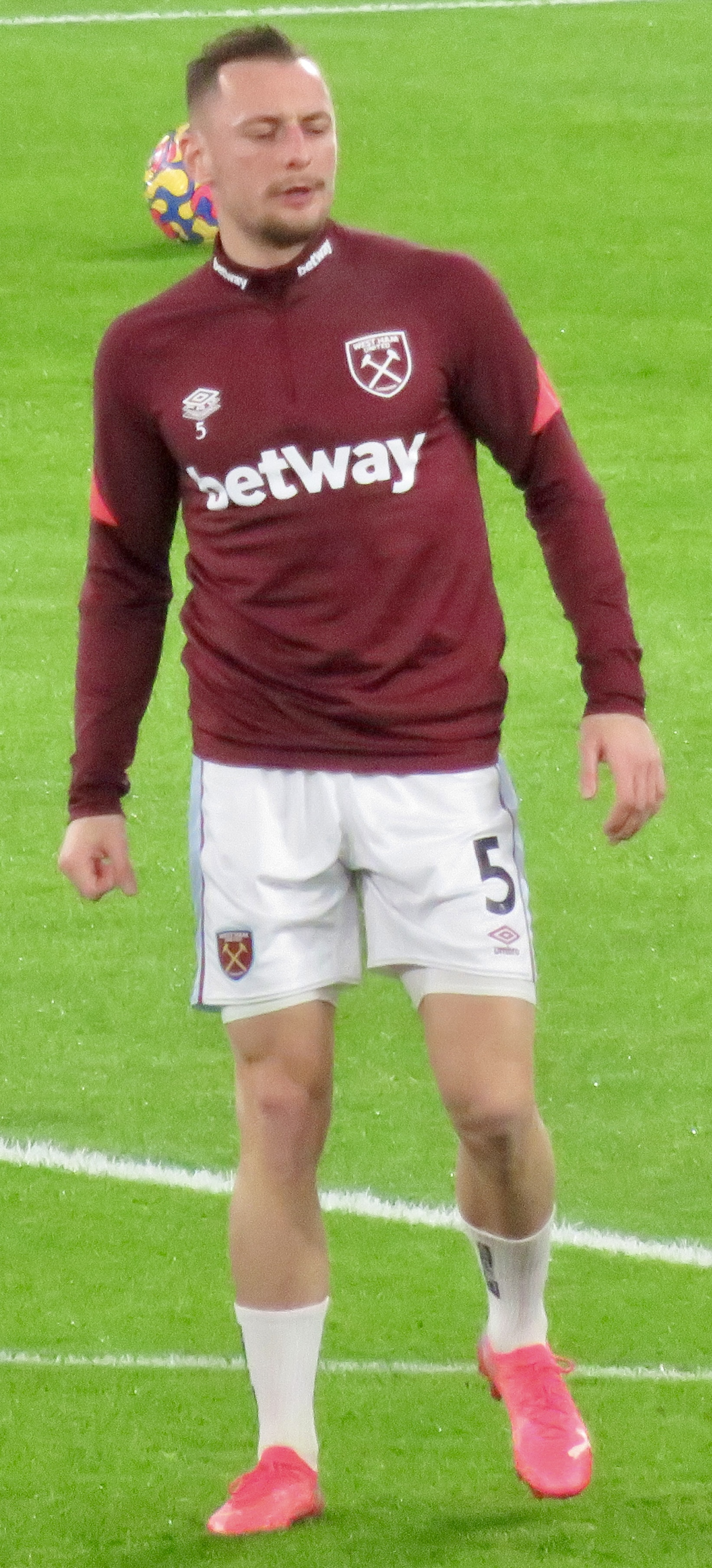
Vladimír Coufal (* 1992)

- Coufalová, Stanislava (* 1963), tschechische Filmschauspielerin
- Couffer, Jack (1924–2021), US-amerikanischer Kameramann, Regisseur und Autor
- Couffignal, Huguette, französische Autorin von Kochbüchern

### Coug
- Cougé, Michel (* 1954), französischer Fußballspieler
- Couget, Joseph Fernand Gaston Robert (1866–1950), französischer Diplomat
- Coughlan, Angela (1952–2009), kanadische Schwimmerin
- Coughlan, Cathal (1937–1986), irischer Politiker (Fianna Fáil)
- Coughlan, Clement (1942–1983), irischer Politiker (Fianna Fáil)
- Coughlan, Marisa (* 1974), US-amerikanische Schauspielerin, Drehbuchautorin und Filmproduzentin
- Coughlan, Mary (* 1956), irische Sängerin und Schauspielerin
- Coughlan, Mary (* 1965), irische Politikerin
- Coughlan, Mike (* 1959), britischer Ingenieur und Rennwagen-Konstrukteur
- Coughlan, Nicola (* 1987), irische Synchronsprecherin und Schauspielerin
- Coughlan, Stephen (1910–1994), irischer Politiker (Labour Party)
- Coughlin, Charles (1891–1979), kanadisch-amerikanischer katholischer Geistlicher, antisemitischer Radioprediger
- Coughlin, Clarence Dennis (1883–1946), US-amerikanischer Politiker
- Coughlin, Jack (1892–1969), kanadischer Eishockeyspieler
- Coughlin, Lawrence (1929–2001), US-amerikanischer Politiker
- Coughlin, Natalie (* 1982), US-amerikanische SchwimmerinNatalie Coughlin (* 1982)

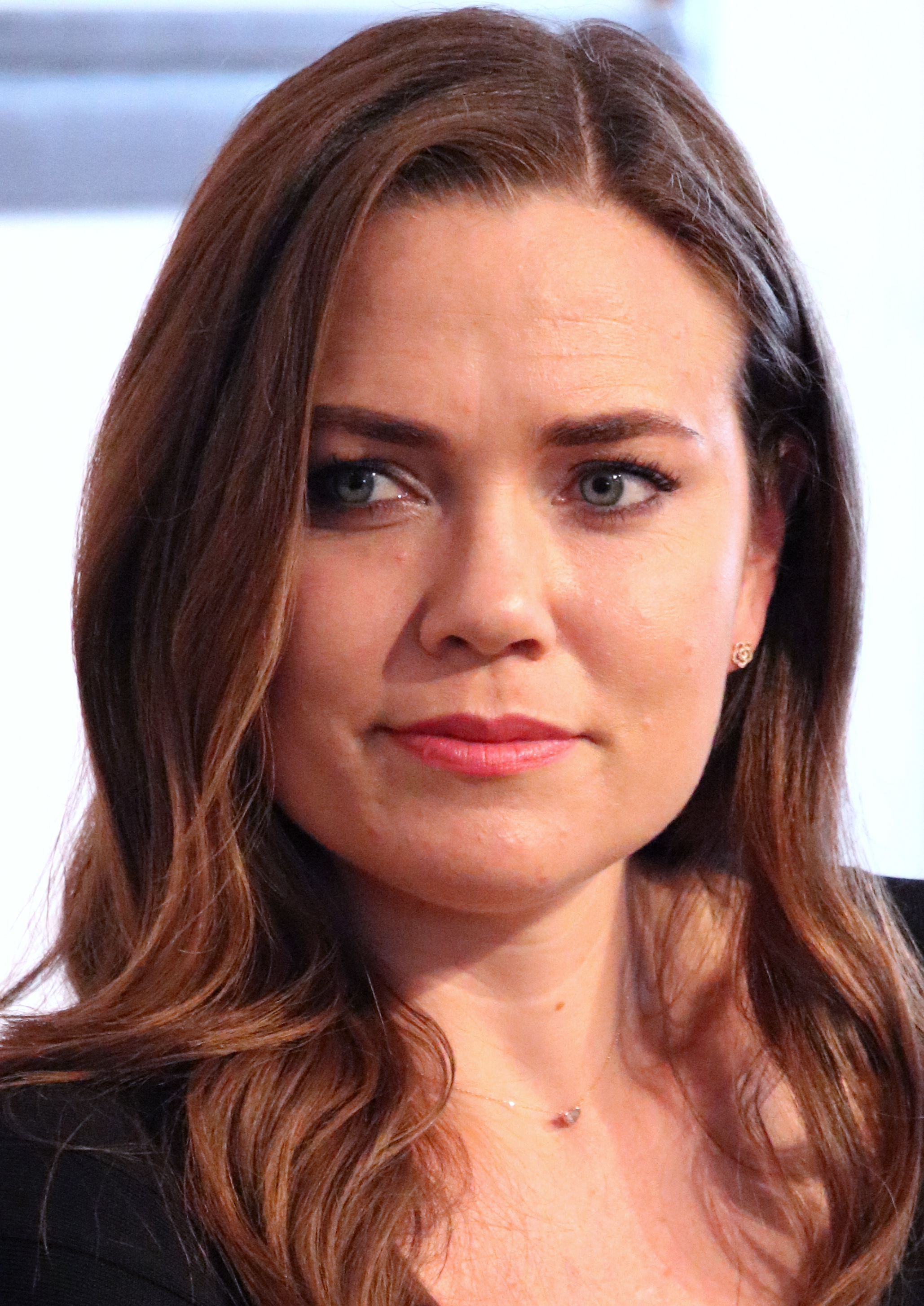
Natalie Coughlin (* 1982)

- Coughlin, Tom (* 1946), amerikanischer Footballtrainer und Footballfunktionär
- Cougnard, John (1821–1896), Schweizer evangelischer Geistlicher und Hochschullehrer
- Cougnaud, Alexandre (* 1991), französischer Autorennfahrer
- Cougnet, Armando (1880–1959), italienischer Journalist, Renndirektor des Giro d’Italia
- Cougny, Gaston (1857–1908), französischer Historiker und Biograf
- Cougo, Ayrton (* 1996), uruguayischer Fußballspieler

### Coui
- Couillard, Guillaume (* 1975), monegassischer Tennisspieler
- Couillard, Philippe (* 1957), kanadischer Politiker und Professor für Neurochirurgie
- Couillaud, Henri (1878–1955), französischer Posaunist und Musikpädagoge
- Couillez, Gabrielle C. J. (* 1965), deutsche Autorin

### Couk
- Coukart, Ed, US-amerikanischer Schiedsrichter im American Football

### Coul
- Coulais, Bruno (* 1954), französischer Filmkomponist
- Coulborn, Rushton (1901–1968), amerikanischer Historiker englischer Herkunft
- Coulby, Angel (* 1980), britische Schauspielerin
- Couldery, Horatio Henry (1832–1893), englischer Maler
- Couleé, Shea (* 1989), US-amerikanische Dragqueen und MusikerinShea Couleé (* 1989)

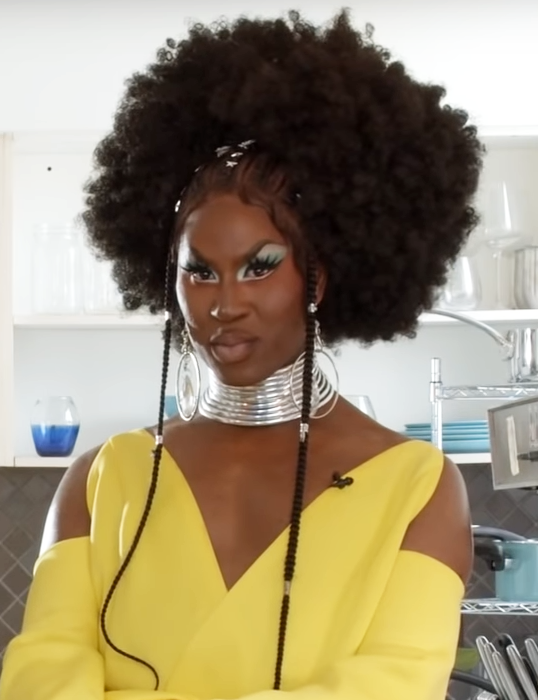
Shea Couleé (* 1989)

- Couleru, Abraham-Nicolas (1717–1812), französischer Kunsttischler
- Coulet, Henri (1920–2018), französischer Romanist und Literaturwissenschaftler
- Coulevain, Pierre de (1853–1927), französische Schriftstellerin
- Coulibaly, Adama (* 1980), malischer Fußballspieler
- Coulibaly, Aïssata (* 1985), malische Fußballspielerin
- Coulibaly, Ali, ivorischer Diplomat
- Coulibaly, Amadou (* 1984), burkinischer Fußballspieler
- Coulibaly, Amedy (1982–2015), französischer Attentäter der Anschläge im Januar 2015 in Paris
- Coulibaly, Bilal (* 2004), französischer BasketballspielerBilal Coulibaly (* 2004)

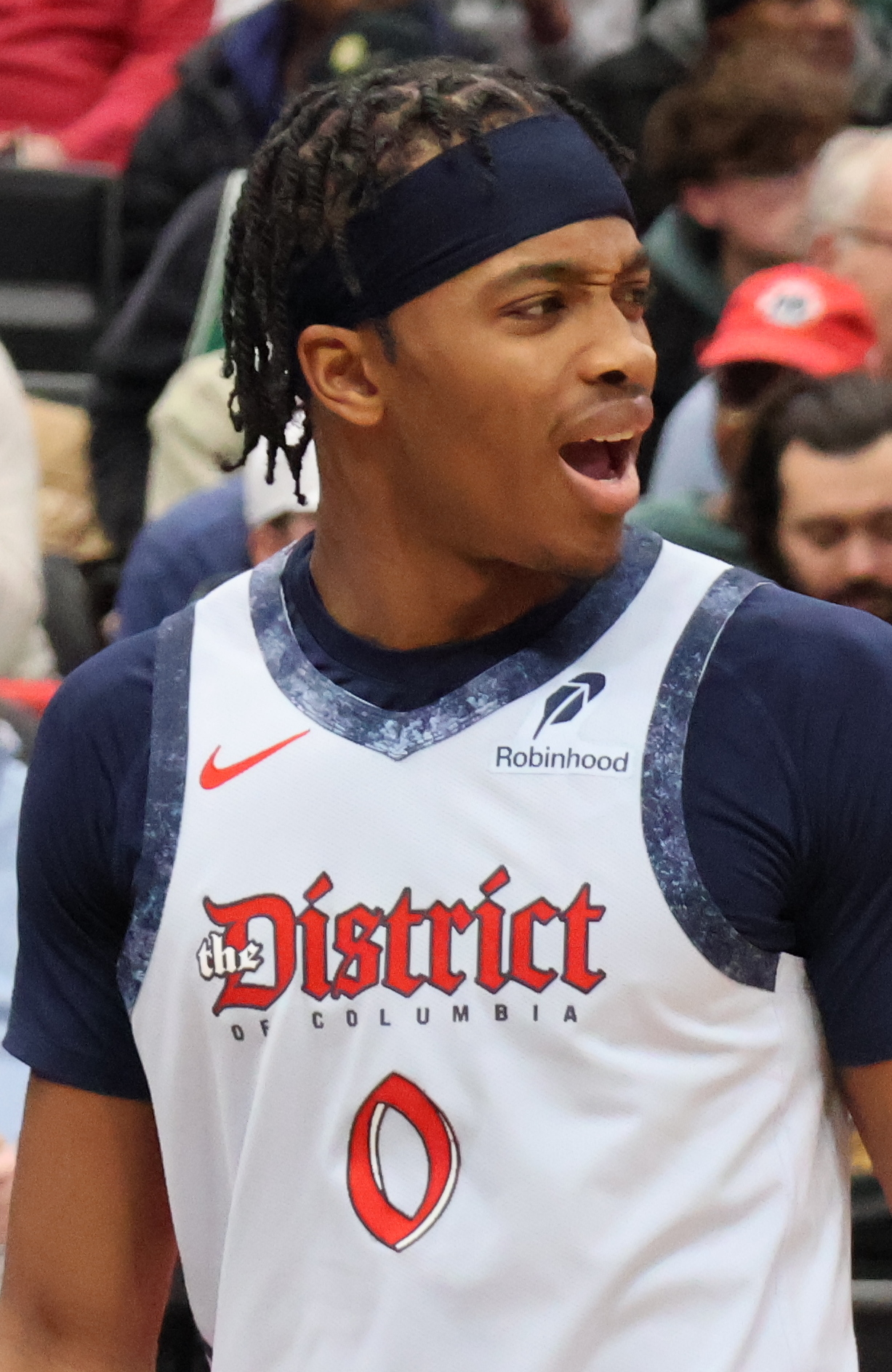
Bilal Coulibaly (* 2004)

- Coulibaly, Bocar (* 1989), mauretanischer Fußballspieler
- Coulibaly, Daniel Ouezzin (1909–1958), burkinischer Regierungschef
- Coulibaly, Djelika (* 1984), ivorische Fußballspielerin
- Coulibaly, Eliakim (* 2002), ivorischer Tennisspieler
- Coulibaly, Fatoumata, malische Schauspielerin, Filmemacherin und Aktivistin
- Coulibaly, Fatoumata (* 1987), ivorische Fußballspielerin
- Coulibaly, Habib (* 2003), ivorischer Fußballspieler
- Coulibaly, Harouna (* 1962), nigrischer Autor und Filmregisseur
- Coulibaly, Ibrahim (1964–2011), ivorischer Rebellenführer
- Coulibaly, Idrissa (* 1987), malischer Fußballspieler
- Coulibaly, Ismaël (* 1992), malischer Taekwondoin
- Coulibaly, Ismaila (* 2000), malischer Fußballspieler
- Coulibaly, Issa Malick (* 1953), ivorischer Politiker
- Coulibaly, Kafoumba (* 1985), ivorischer Fußballspieler
- Coulibaly, Kalifa (* 1991), malischer Fußballspieler
- Coulibaly, Kankou (* 1975), malische Fußballschiedsrichterin
- Coulibaly, Koman (* 1970), malischer Fußballschiedsrichter
- Coulibaly, Lassana (* 1996), malischer Fußballspieler
- Coulibaly, Lasso (* 2002), ivorischer Fußballspieler
- Coulibaly, Mamadou, malischer Judoka
- Coulibaly, Mamadou (* 1958), malischer Politiker
- Coulibaly, Mamadou (* 1999), senegalesischer FußballspielerMamadou Coulibaly (* 1999)

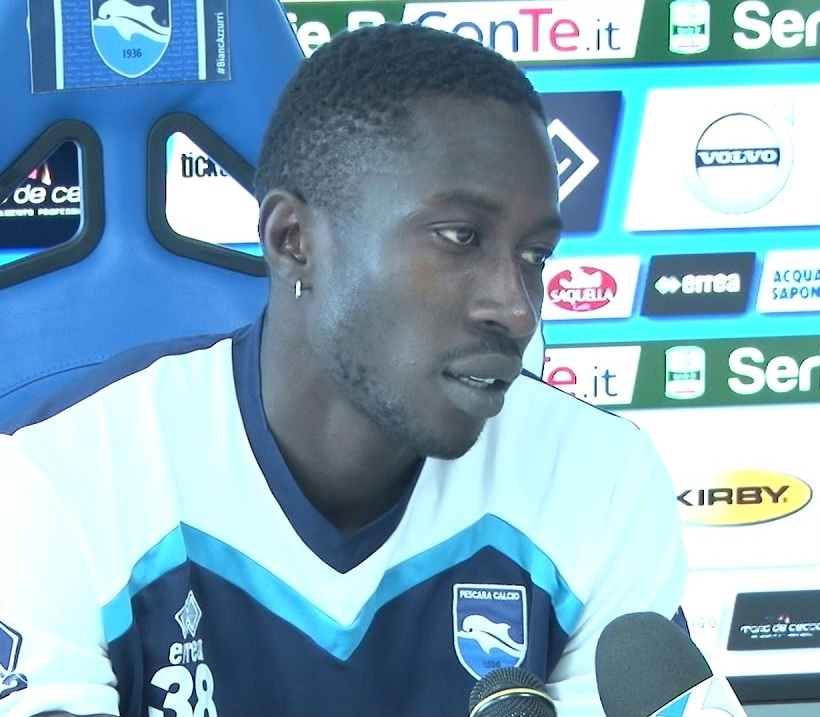
Mamadou Coulibaly (* 1999)

- Coulibaly, Mamadou (* 2004), französisch-malischer Fußballspieler
- Coulibaly, Mamoutou (* 1984), malischer Fußballspieler
- Coulibaly, Mariam (* 1997), malische Basketballspielerin
- Coulibaly, Miguel (* 1972), senegalesisch-deutscher Fußballspieler
- Coulibaly, Mohamed (* 1988), französisch-senegalesischer Fußballspieler
- Coulibaly, Mohamed (* 1989), malischer Schwimmer
- Coulibaly, Moussa (* 1981), malischer Fußballspieler
- Coulibaly, Naîgnouma (* 1989), malische Basketballspielerin
- Coulibaly, N’Diaye Fatoumata (1954–2010), malische Politikerin
- Coulibaly, N’Gatta (* 1969), ivorischer Straßenradrennfahrer
- Coulibaly, Ousmane (* 1989), malischer Fußballspieler
- Coulibaly, Raymond (* 1942), malischer Judoka
- Coulibaly, Souleymane (* 1988), malischer Fußballspieler
- Coulibaly, Souleymane (* 1994), ivorischer Fußballspieler
- Coulibaly, Soumaila (* 1978), malischer FußballspielerSoumaila Coulibaly (* 1978)

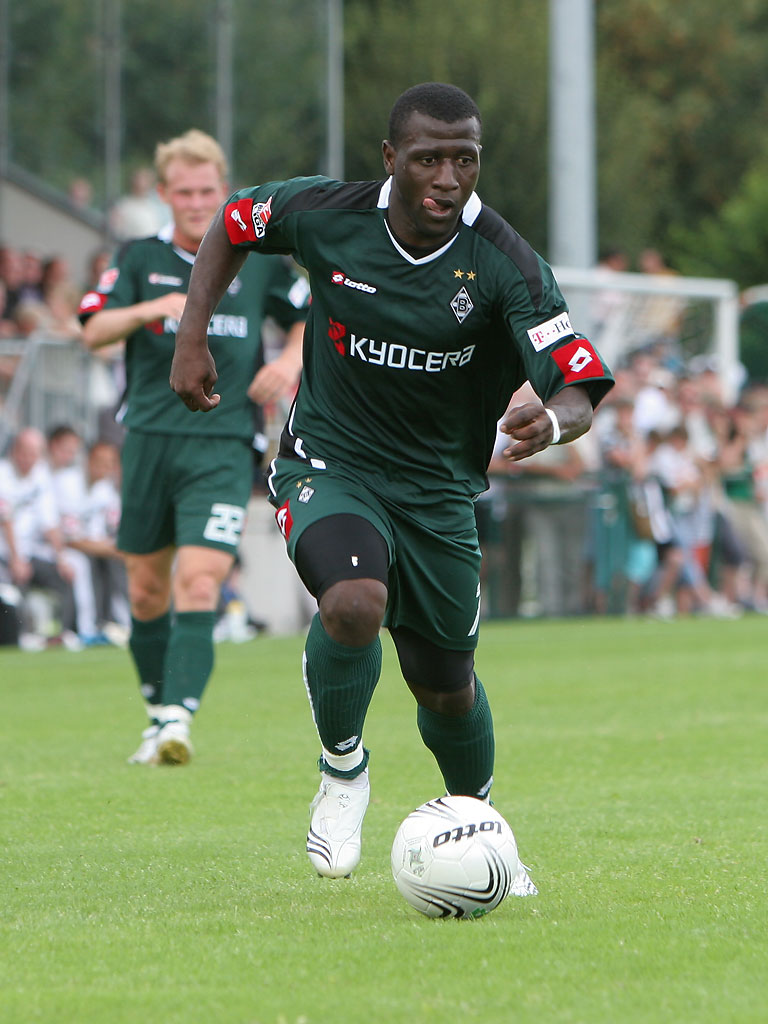
Soumaila Coulibaly (* 1978)

- Coulibaly, Soumaïla (* 2003), französisch-malischer Fußballspieler
- Coulibaly, Tanguy (* 2001), französischer Fußballspieler
- Coulibaly, Tidiane (* 1985), malischer Sprinter
- Coulibaly, Vincent (* 1953), guineischer Geistlicher, römisch-katholischer Erzbischof von Conakry
- Coulibaly, Zoumana (* 2001), malischer Fußballspieler
- Coulibeuf, Léon (1905–1981), französischer Autorennfahrer und Unternehmer
- Coulidiati, Mounzir (* 1998), burkinischer Fußballspieler
- Coulier, Dave (* 1959), US-amerikanischer Schauspieler und ComedianDave Coulier (* 1959)

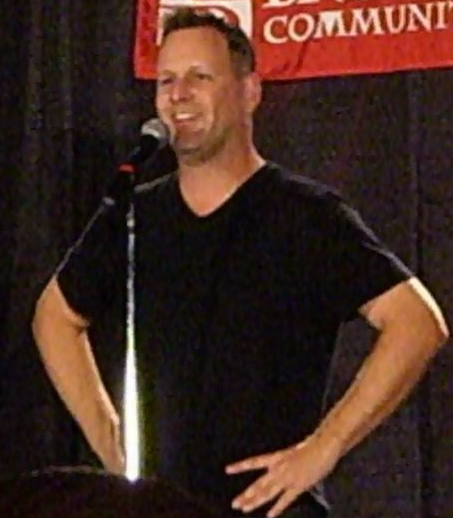
Dave Coulier (* 1959)

- Coulier, Mark (* 1964), britischer Maskenbildner
- Coulin, Arthur (1869–1912), rumänischer Maler und Grafiker
- Coulin, Christian (1807–1888), österreichischer Kaufmann und Wohltäter
- Coulin, Claudius (1917–1992), deutscher Architekt
- Coulin, Delphine (* 1972), französische Autorin, Drehbuchautorin und Filmregisseurin
- Coulin, Jean (* 1733), Genfer Goldschmied
- Coulin, Jean Jacques (1723–1763), Schweizer Goldschmied
- Coulin, Jules (1882–1955), Schweizer Kunsthändler und Kunstkritiker
- Coulin, Muriel (* 1965), französische Filmemacherin
- Coulin, Vincent (1735–1809), Genfer Goldschmied
- Coulin, Wilhelm (1816–1887), nassauisch-preußischer Beamter
- Coull, Alexander (* 1931), schottischer Bauingenieur
- Coull, Cynthia (* 1965), kanadische Eiskunstläuferin
- Coull, Robert (* 1966), britischer Radrennfahrer
- Coullaut Valera, Lorenzo (1876–1932), spanischer Bildhauer
- Coullery, Pierre (1819–1903), Schweizer Mediziner und Politiker
- Coullet, Pierre (* 1949), französischer Physiker
- Coullié, Pierre-Hector (1829–1912), französischer Kardinal und Bischof
- Coulls, Deborah (* 1955), australische Schauspielerin
- Coulmann, Johann Heinrich (1751–1817), Spitzenbeamter des Innenministeriums des Großherzogtums Hessen
- Coulmas, Danae (* 1934), griechische Autorin und Übersetzerin
- Coulmas, Florian (* 1949), deutscher Japanologe
- Coulmas, Peter (1914–2003), deutscher Buchautor, Publizist und Journalist
- Coulmier, François Simonnet de (1741–1818), französischer Ordensmann und Politiker
- Coulomb, Charles Augustin de (1736–1806), französischer PhysikerCharles Augustin de Coulomb (1736–1806)

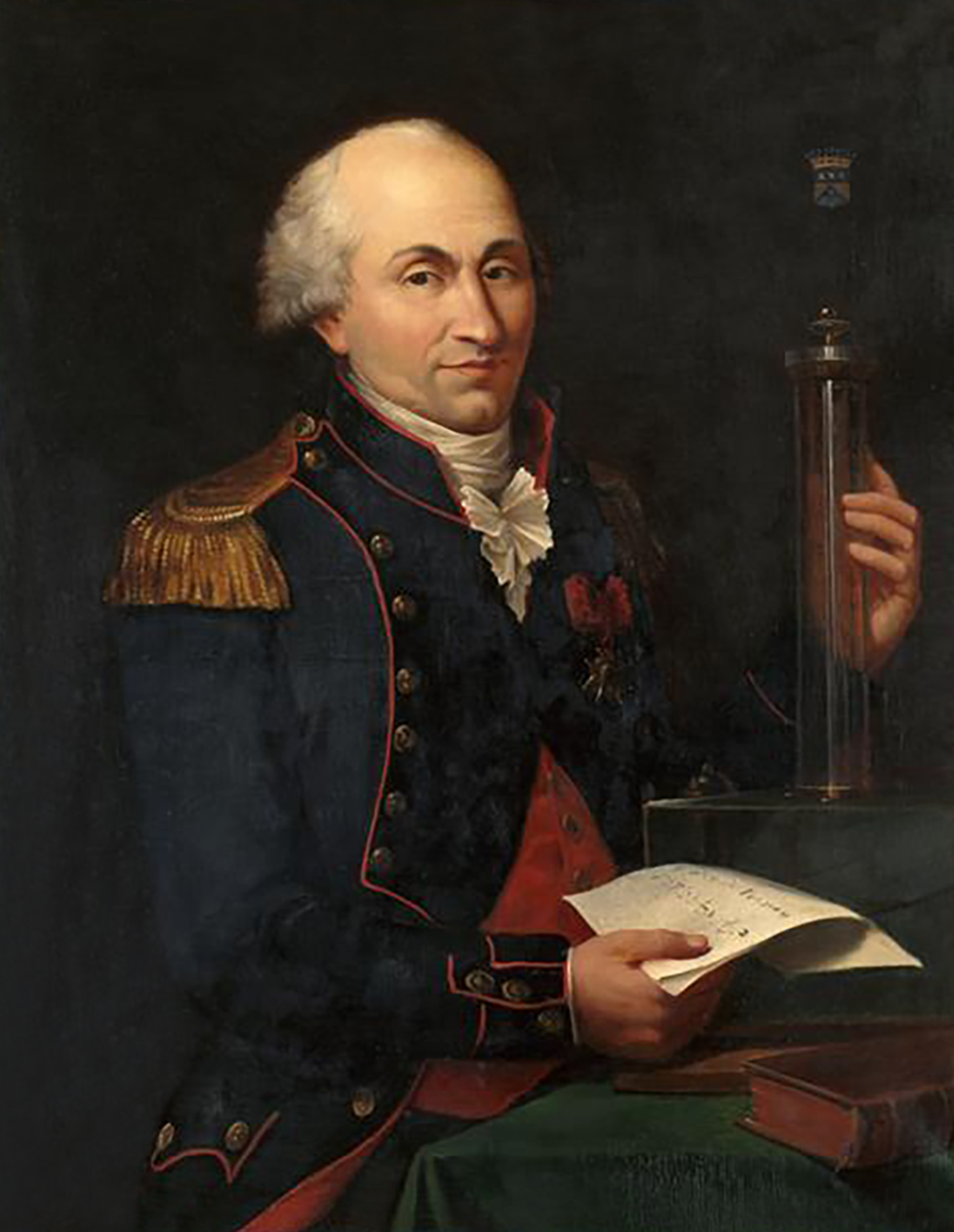
Charles Augustin de Coulomb (1736–1806)

- Coulomb, Jean (1904–1999), französischer Geophysiker
- Coulombe Saint-Marcoux, Micheline (1938–1985), kanadische Komponistin
- Coulombe-Fortier, François (* 1984), kanadischer Taekwondoin
- Coulon, Emmanuel (* 1968), französischer Jurist
- Coulon, Eugène (* 1878), französischer Wasserballspieler
- Coulon, Jacques (* 1942), französischer Autorennfahrer
- Coulon, Jean-François (1764–1836), französischer Tänzer und Tanzlehrer
- Coulon, Jean-Michel (1920–2014), französischer Maler
- Coulon, Johnny (1889–1973), kanadischer Boxer
- Coulon, Louis (1605–1664), französischer Geograph und Historiker
- Coulon, Louis (1826–1916), französischer Bartträger
- Coulon, Michel (1947–2023), belgischer Radrennfahrer
- Coulon, Sydney de (1889–1976), Schweizer Politiker (LPS)
- Coulondre, Robert (1885–1959), französischer Diplomat
- Couloubaritsis, Lambros (* 1941), griechisch-belgischer Philosoph und Philosophiehistoriker
- Couloumy, Annet-Antoine (1770–1813), Brigadegeneral
- Coulouris, George (1903–1989), britischer Schauspieler
- Coulson, Amanda (* 1982), englische Boxerin
- Coulson, Andy (* 1968), britischer Journalist und Politikberater
- Coulson, Bernie (* 1965), kanadischer Schauspieler
- Coulson, Catherine E. (1943–2015), US-amerikanische Schauspielerin
- Coulson, Charles (1910–1974), englischer Chemiker und Mathematiker
- Coulson, Christian (* 1978), britischer Schauspieler
- Coulson, D’Arcy (1908–1996), kanadischer Eishockeyspieler
- Coulson, Hayden (* 1998), englischer Fußballspieler
- Coulson, Juanita (* 1933), amerikanische Science-Fiction- und Fantasy-Autorin, Fanzine-Herausgeberin und Filk-Musikerin
- Coultard, Gillian (* 1963), englische Fußballspielerin
- Coultas, Rowan (* 1997), britischer Snowboarder
- Coultate, Annie († 1931), englisch-britische Lehrerin und Suffragette
- Coulter, Allen, US-amerikanischer Regisseur, Drehbuchautor und Produzent
- Coulter, Ann (* 1961), US-amerikanische Medienperson, Buchautorin und RechtsanwältinAnn Coulter (* 1961)

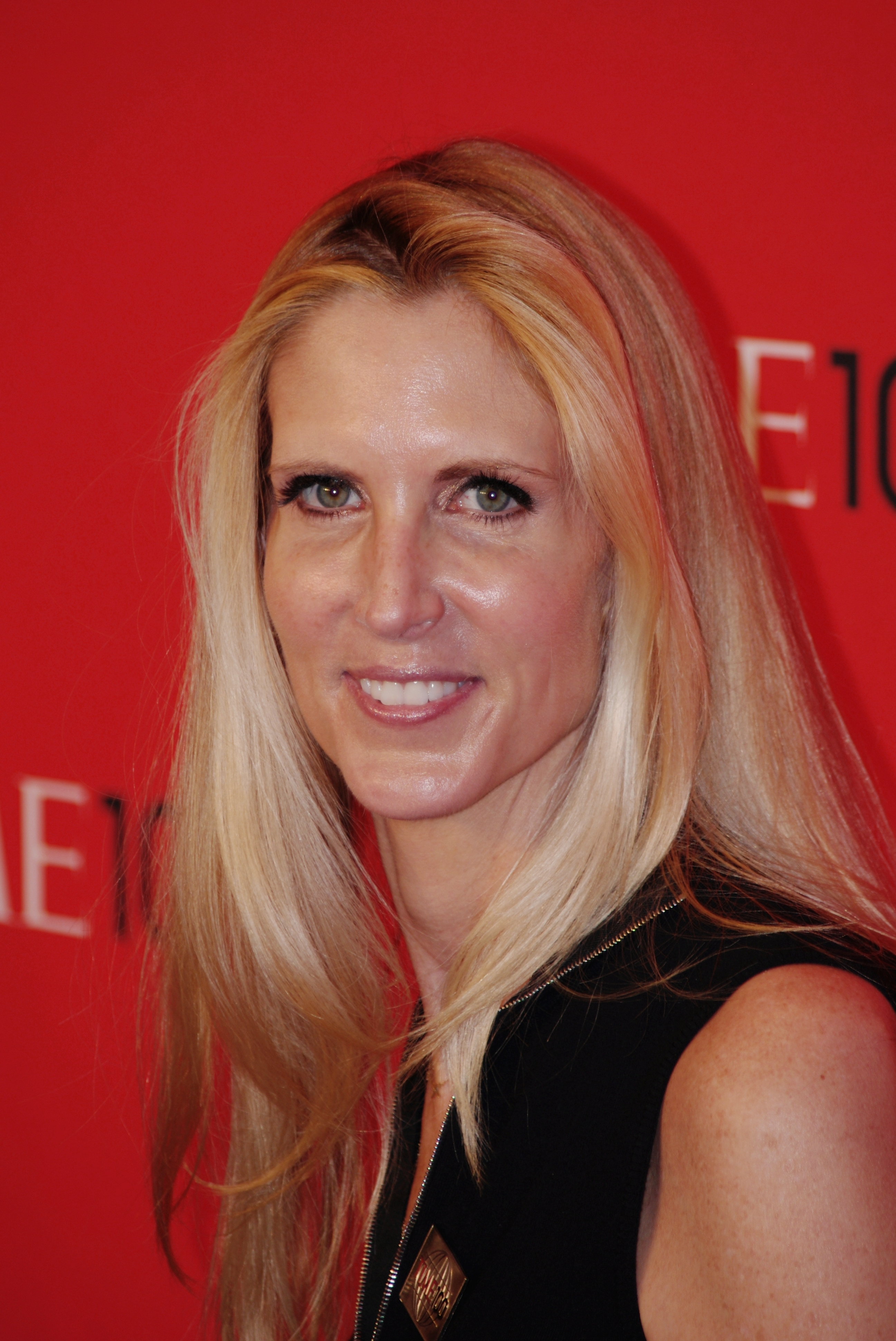
Ann Coulter (* 1961)

- Coulter, Art (1909–2000), kanadischer Eishockeyspieler
- Coulter, Catherine (* 1942), amerikanische Schriftstellerin
- Coulter, Claudia (* 1975), britische Schauspielerin und Model argentinischer Abstammung
- Coulter, Clifford († 2021), US-amerikanischer Jazz- und R&B-Musiker (Piano, Keyboard, Orgel, Gitarre, Gesang)
- Coulter, John B. (1891–1983), US-amerikanischer Offizier, Generalleutnant der US-Army
- Coulter, John Merle (1851–1928), US-amerikanischer Botaniker
- Coulter, Michael (* 1952), britischer Kameramann
- Coulter, Phil (* 1942), nordirischer Songwriter, Interpret und Musikproduzent
- Coulter, Philip B. (* 1939), US-amerikanischer Politologe
- Coulter, Raymond (1897–1965), US-amerikanischer Sportschütze
- Coulter, Richard (1788–1852), US-amerikanischer Politiker
- Coulter, Wallace H. (1913–1998), US-amerikanischer Ingenieur
- Coulthard, David (* 1971), britischer AutomobilrennfahrerDavid Coulthard (* 1971)

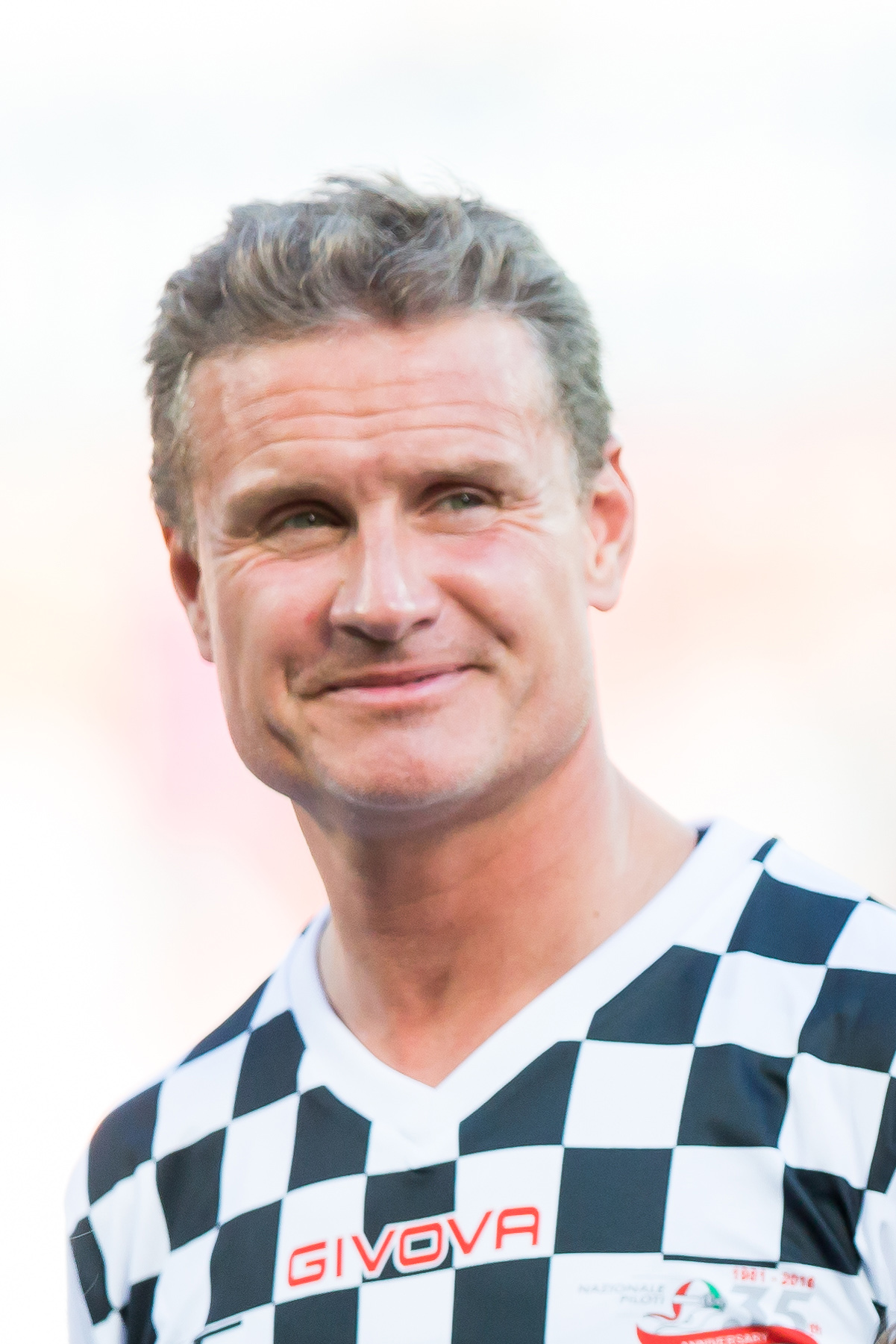
David Coulthard (* 1971)

- Coulthard, Jean (1908–2000), kanadische Komponistin und Musikpädagogin
- Coulthard, Philippa (* 1992), australische Schauspielerin
- Coulthard, Raymond (* 1968), britischer Schauspieler
- Coulton, Jonathan (* 1970), US-amerikanischer Singer-Songwriter

### Coum
- Coumans, Truus (1931–2019), niederländische Bildhauerin
- Coumou, Popel (* 1978), niederländische Fotografin und Künstlerin

### Coun
- Counce, Curtis (1926–1963), US-amerikanischer Jazzbassist
- Council, Floyd (1911–1976), US-amerikanischer Blues-Musiker
- Councilman, William (1854–1933), US-amerikanischer Pathologe
- Coundoul, Bouna (* 1982), senegalesischer Fußballspieler
- Coune, Jacques (1924–2012), belgischer Automobil-Rennfahrer, Motorsport-Enthusiast und Unternehmer
- Counet, Louis († 1721), Lütticher Barockmaler
- Counsilman, James (1920–2004), US-amerikanischer Physiologe und Schwimmtrainer
- Counson, Albert (1880–1933), belgischer Romanist
- Count Matchuki (1939–1995), jamaikanischer Deejay
- Count Ossie (1926–1976), jamaikanischer Reggae-Musiker
- County, Gerard (* 1960), trinidadischer Ordensgeistlicher, Bischof von Kingstown
- County, Jayne (* 1947), US-amerikanische Punkmusikerin

### Coup
- Coupat, André (* 1951), französischer Ruderer
- Coupe, Brandon (* 1972), US-amerikanischer Tennisspieler
- Coupe, Eliza (* 1981), US-amerikanische SchauspielerinEliza Coupe (* 1981)

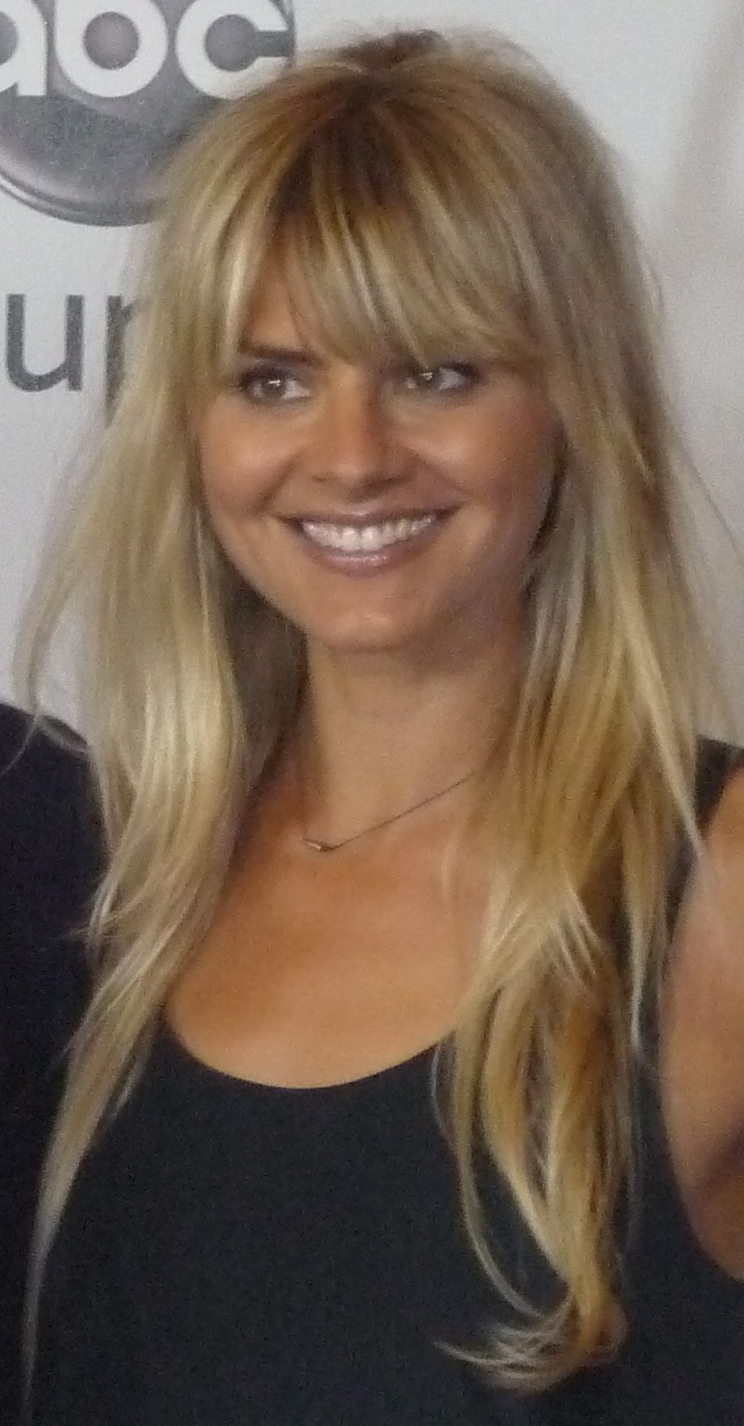
Eliza Coupe (* 1981)

- Čoupek, Petr (* 1982), tschechischer Fußballspieler
- Coupel, Pierre (1899–1983), französischer Bauforscher
- Couper, Archibald Scott (1831–1892), schottischer Chemiker
- Couper, Heather (1949–2020), britische Astronomin
- Couper, Mike (1905–1976), britischer Autorennfahrer
- Couper, Robert (1750–1818), schottischer Schriftsteller und Arzt
- Couper, William (1792–1857), schottischer Mediziner, Naturkundler und Hochschullehrer
- Couperin, Armand-Louis (1727–1789), französischer Komponist und Organist
- Couperin, Céleste-Thérèse (1793–1860), französische Organistin und Musikpädagogin
- Couperin, Charles (1638–1679), französischer Organist und Cembalist
- Couperin, François (1668–1733), französischer Organist und Komponist
- Couperin, Louis († 1661), französischer Komponist, Organist und Violinist
- Couperin, Marguerite-Antoinette (* 1705), französische Cembalistin, Hofmusikerin des Königs von Frankreich
- Couperin, Marguerite-Louise († 1728), französische Sängerin (Sopran) und Cembalistin
- Couperus, Louis (1863–1923), niederländischer Autor
- Couperus, Wietze (* 1942), niederländischer Fußballspieler
- Coupet, Grégory (* 1972), französischer Fußballtorwart
- Coupette, Fanny (1854–1933), deutsche Landschafts- und Blumenmalerin der Düsseldorfer Schule
- Coupette, Karl (1814–1885), preußischer Verwaltungsbeamter, Bürgermeister und Landrat
- Coupette, Karl (1885–1964), deutscher Marineoffizier, zuletzt Konteradmiral
- Coupette, Paulin Matthias Josef (1816–1884), deutscher Maschinenbauingenieur und Beamter
- Coupey, Philippe (* 1937), US-amerikanischer Zen-Mönch
- Coupienne, Christian (1801–1876), deutscher Lederfabrikant und Mitglied des Preußischen Abgeordnetenhauses
- Coupienne, Eugen (1843–1907), deutscher Lederfabrikant und Verbandsfunktionär der Lederindustrie
- Coupienne, Heinrich (1810–1889), deutscher Unternehmer in der Lederfabrikation und im Bergbau
- Coupienne, Jean Baptiste (1768–1825), deutscher Lederfabrikant und Munizipalrat in Mülheim an der Ruhr
- Coupier, Jules (1919–2020), französischer Romanist, Okzitanist und Lexikograf
- Coupland, Douglas (* 1961), kanadischer Schriftsteller und Künstler
- Couples, Fred (* 1959), US-amerikanischer GolferFred Couples (* 1959)

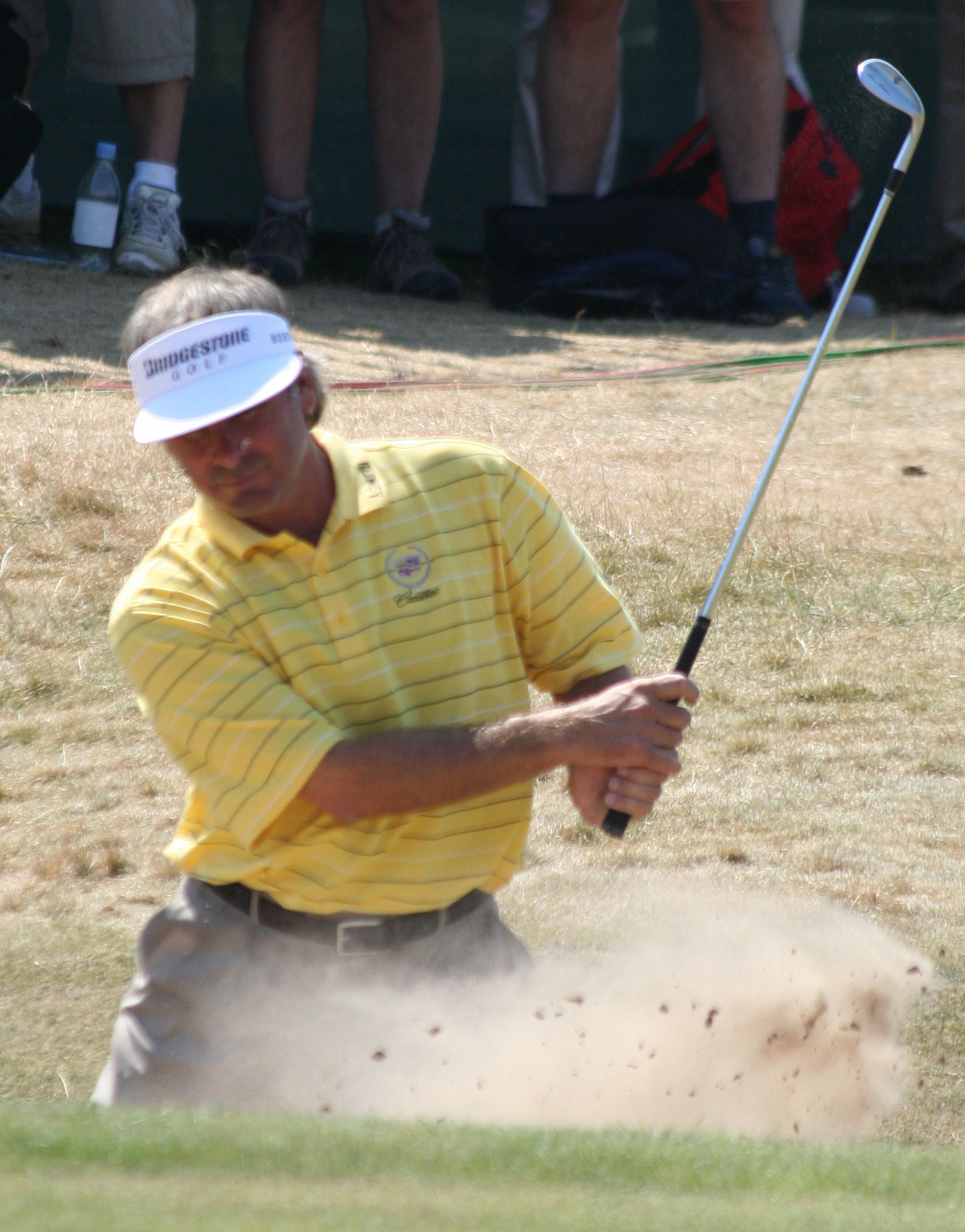
Fred Couples (* 1959)

- Couplet, Claude Antoine (1642–1722), französischer Ingenieur
- Couplet, Philippe (1623–1693), Jesuit, Missionar und Gelehrter in China
- Couplet, Pierre († 1743), französischer Bauingenieur
- Couppier, Jules († 1860), französischer Fotograf; einer der ersten Kriegsfotografen
- Couprie, Katy (* 1966), französische Autorin, Illustratorin, Malerin und Fotografin

### Cour
- Courage, Alexander (1919–2008), US-amerikanischer Komponist von Filmmusik
- Courage, Maren (* 1973), deutsche Schauspielerin, Regisseurin und Gesprächsmoderatorin
- Courage, Maria Harmens (1683–1773), niederländische Stifterin
- Courage, Maurice (1926–2021), französischer Diplomat
- Courage, Piers (1942–1970), britischer AutomobilrennfahrerPiers Courage (1942–1970)

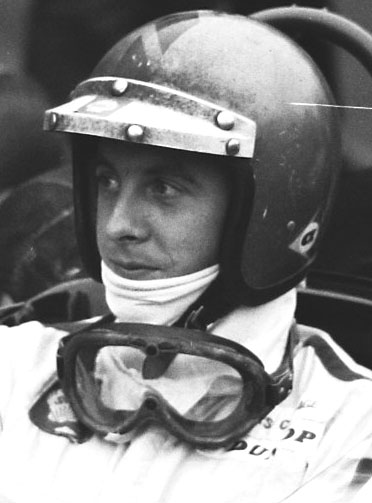
Piers Courage (1942–1970)

- Courage, Yves (* 1948), französischer Automobilrennfahrer und Rennstallbesitzer
- Courant, Charles (1896–1982), Schweizer Ringer und Schwinger
- Courant, Curt (1899–1968), deutsch-amerikanischer Kameramann
- Courant, Ernest D. (1920–2020), deutschamerikanischer Physiker
- Courant, Maurice (1865–1935), französischer Orientalist
- Courant, Richard (1888–1972), deutschamerikanischer Mathematiker
- Courard, Philippe (* 1966), belgischer Politiker
- Courau, Clotilde (* 1969), französische Schauspielerin
- Couraud, Marcel (1912–1986), französischer Dirigent
- Courbet, Amédée-Anatole (1827–1885), französischer Admiral
- Courbet, Félicien (1888–1967), belgischer Wasserballspieler und Schwimmer
- Courbet, Gustave (1819–1877), französischer Maler des RealismusGustave Courbet (1819–1877)

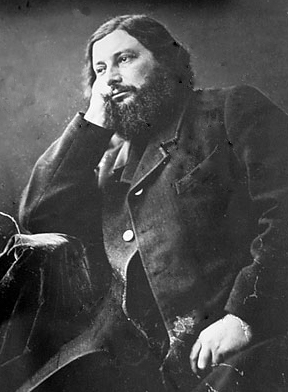
Gustave Courbet (1819–1877)

- Courbet, Juliette (1831–1915), Schwester von Gustave Courbet
- Courbière, Nicolas (* 1993), französischer Sprinter
- Courbière, Wilhelm René de l’Homme de (1733–1811), preußischer Generalfeldmarschall französischer Herkunft sowie Generalgouverneur von Westpreußen
- Courbis, Diego (* 1996), chilenisch-spanischer Leichtathlet
- Courboin, Charles-Marie (1884–1973), US-amerikanischer Organist
- Courbois, Pierre (* 1940), niederländischer Jazz-Drummer
- Courcel, Nicole (1931–2016), französische Schauspielerin
- Courcelle, Pierre (1912–1980), französischer Philosophiehistoriker
- Courcelle-Seneuil, Jean-Gustave (1813–1892), französischer Ökonom, Hochschullehrer und Staatsrat
- Courcelles, Dominique de (* 1953), französische Ideenhistorikerin
- Courcelles, Gérard de (1889–1927), französischer Autorennfahrer
- Courcelles, Jean-Baptiste-Pierre Jullien de (1759–1834), französischer Historiograph und Genealoge
- Courchaine, Adam (* 1984), kanadischer Eishockeyspieler
- Courchesne, Luc (* 1952), kanadischer Künstler
- Courchetet d’Esnans, Luc (1695–1776), französischer Jurist und Agent der Hansestädte bei der französischen Regierung
- Courchinoux, Francis (1859–1902), französischer römisch-katholischer Geistlicher und Dichter okzitanischer Sprache
- Courcillon, Philippe de (1638–1720), französischer Offizier, Diplomat und Autor sowie der Großmeister des Lazarusordens
- Courcol, Emmanuel (* 1957), französischer Regisseur, Drehbuchautor und Schauspieler
- Courcoul, Marius (* 2007), französischer Fußballspieler
- Courcy, Guillaume de (1362–1415), französischer Adliger und Militär
- Courdouan, Vincent (1810–1893), französischer Marine- und Landschaftsmaler
- Courgenay, Gilberte de (1896–1957), Schweizer Kellnerin, die zum Soldatenidol wurde
- Couriard, Pauline (1848–1898), russische Malerin
- Couric, Katie (* 1957), US-amerikanische Journalistin und KorrespondentinKatie Couric (* 1957)

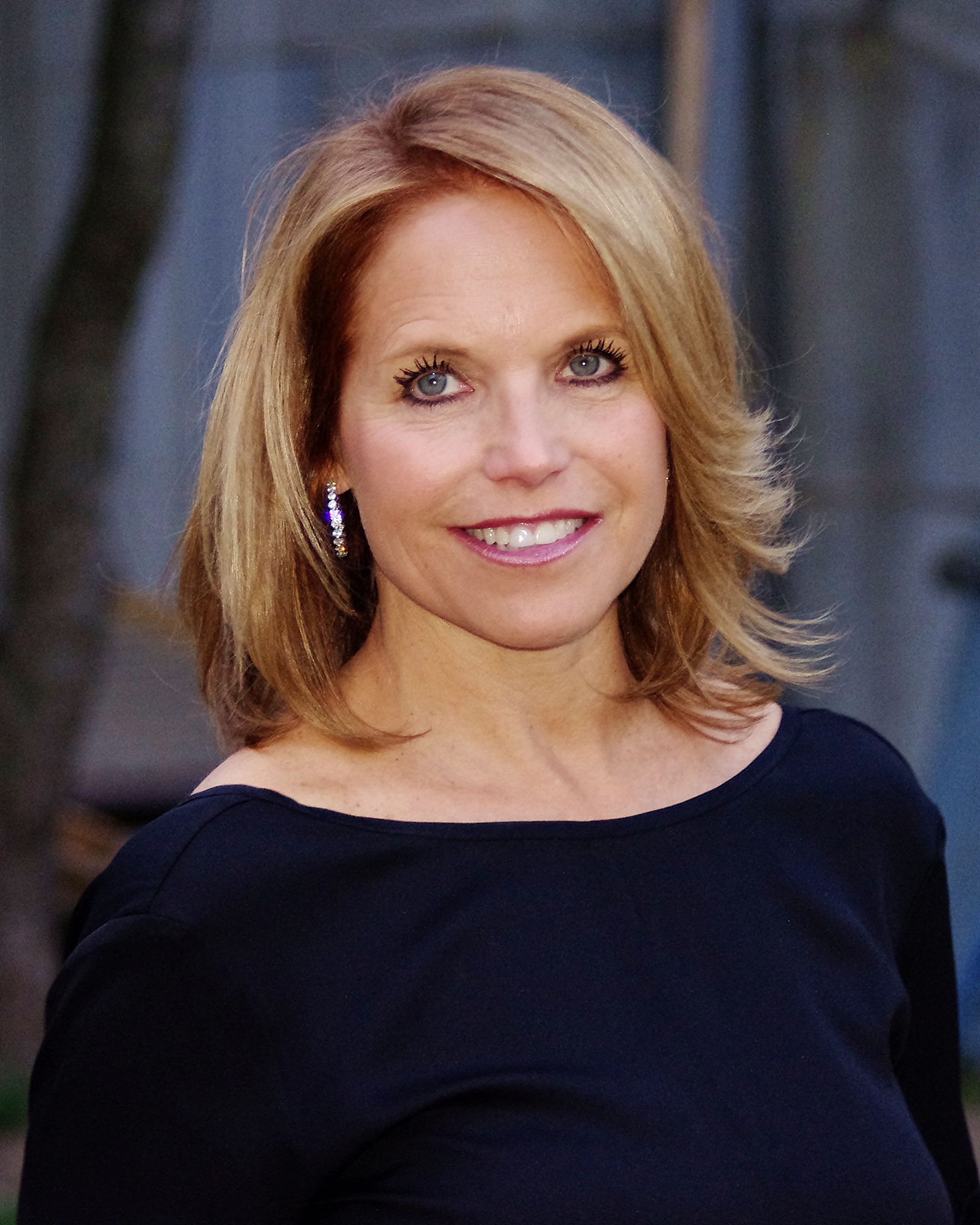
Katie Couric (* 1957)

- Courier, Jim (* 1970), US-amerikanischer TennisspielerJim Courier (* 1970)

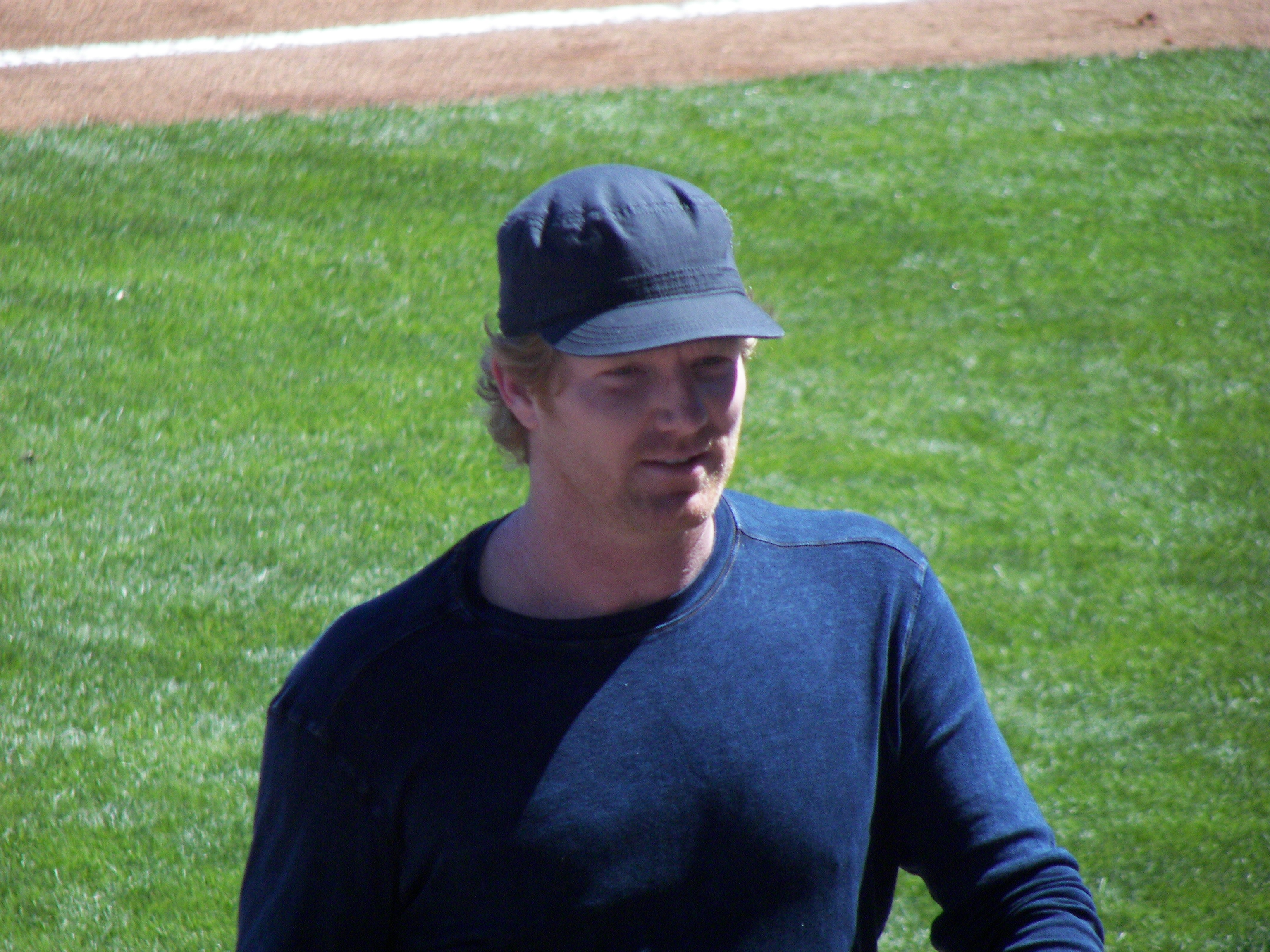
Jim Courier (* 1970)

- Courier, Paul-Louis (1772–1825), französischer Autor von Texten zur Antike sowie zu politischen Themen
- Couriol, Alain (* 1958), französischer Fußballspieler
- Courlander, Harold (1908–1996), US-amerikanischer Schriftsteller und Anthropologe
- Courlander, Roy (1914–1979), neuseeländischer Deserteur und Mitglied der Waffen-SS
- Courmes, Alfred (1898–1993), französischer Maler des Surrealismus und Realismus
- Courmo, Barcourgné (1916–1993), nigrischer Politiker
- Cournand, André Frédéric (1895–1988), französisch-amerikanischer Mediziner
- Cournollet, Henri (1882–1971), französischer Curler
- Cournos, John (1881–1966), US-amerikanischer Schriftsteller
- Cournot, Antoine-Augustin (1801–1877), französischer Mathematiker und Wirtschaftstheoretiker
- Cournoyer, Charle (* 1991), kanadischer Shorttracker
- Cournoyer, Yvan (* 1943), kanadischer Eishockeyspieler
- Cournuaud, Joël de (1637–1718), preußischer Generalleutnant
- Courpasson, David, französischer Soziologe und Hochschullehrer
- Courquin, Albert (1875–1953), französischer Sportschütze
- Courrèges, André (1923–2016), französischer ModedesignerAndré Courrèges (1923–2016)

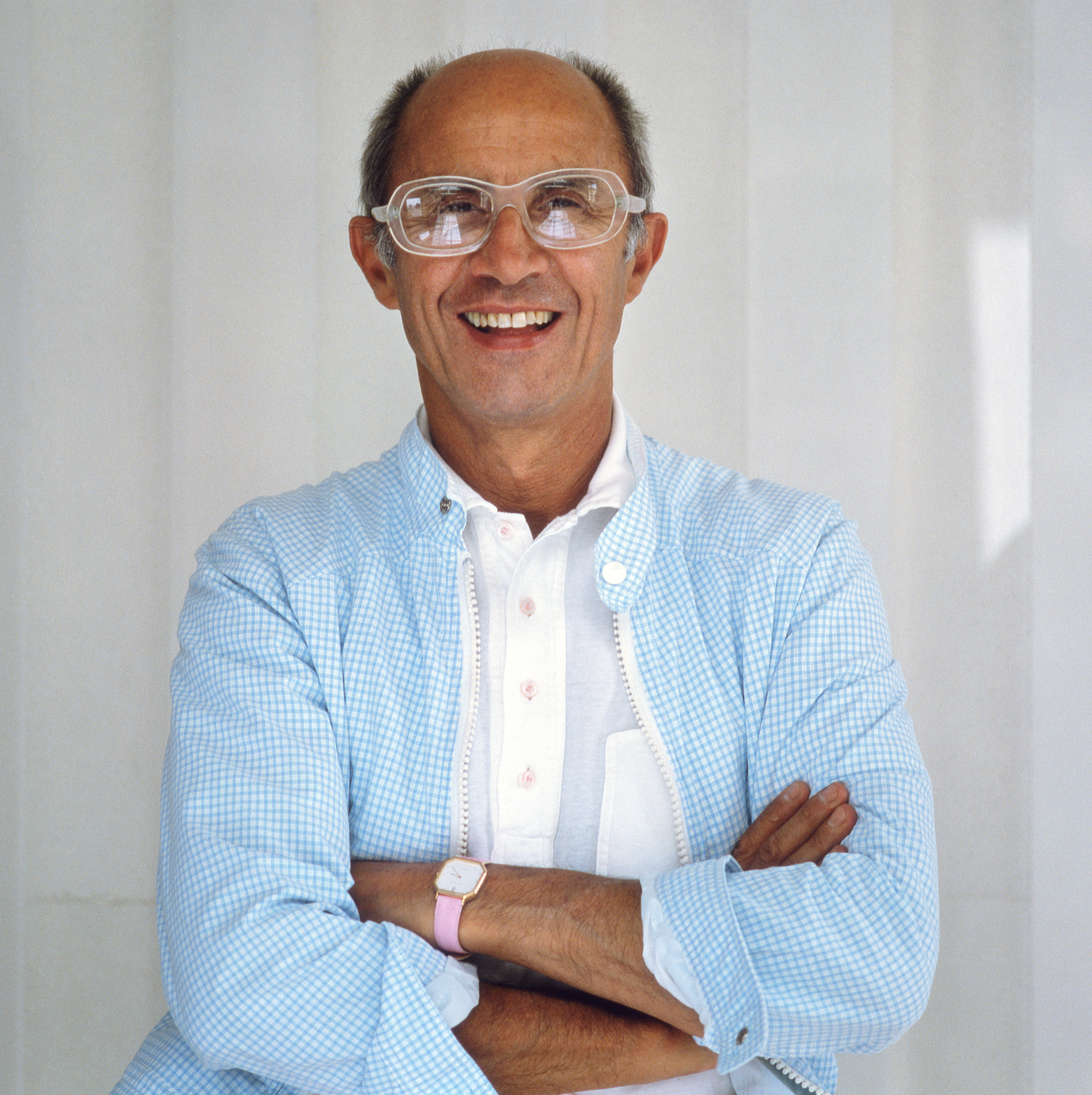
André Courrèges (1923–2016)

- Courrèges, Didier (* 1960), französischer Vielseitigkeitsreiter
- Courrier, Robert (1895–1986), französischer Biologe und Mediziner
- Courrière, Raymond (1932–2006), französischer Politiker (PS), Senator und Staatssekretär
- Cours-Moppert, Karl August (* 1856), französisch-deutscher Schriftsteller, Sprachlehrer und Romanist
- Course, Cynthia (* 1990), seychellische Badmintonspielerin
- Courseaux, Henri (* 1944), französischer Schauspieler
- Coursier, Isabel (1906–1990), kanadische Skisportlerin
- Coursil, Jacques (1938–2020), französischer Linguist, Sprachphilosoph und Jazzmusiker
- Coursol, Charles-Joseph (1819–1888), kanadischer Politiker
- Courson, Pamela (1946–1974), US-amerikanisches Model
- Courson, Yolaine de (* 1954), französische Politikerin (La République en Marche)
- Court de Gébelin, Antoine († 1784), Theologe, Pastor der Hugenotten, Mitglied der Freimaurerloge „Les Amis Réunis“
- Court de La Bruyère, Claude-Élisée de (1666–1752), französischer Marineoffizier
- Court Onderwater, Henk (1877–1905), niederländischer Porträt- und Genremaler
- Court, Antoine (1696–1760), französischer reformierter Pfarrer, Direktor der evangelischen Akademie Lausanne und Kirchenführer
- Court, Cia, US-amerikanische Synchronsprecherin
- Court, David (* 1944), englischer Fußballspieler
- Court, Hazel (1926–2008), englische Schauspielerin
- Court, Joseph (1881–1948), französischer Kolonialbeamter
- Court, Jürgen (* 1961), deutscher Sportphilosoph, Sporthistoriker, Hochschullehrer
- Court, Margaret (* 1942), australische TennisspielerinMargaret Court (* 1942)

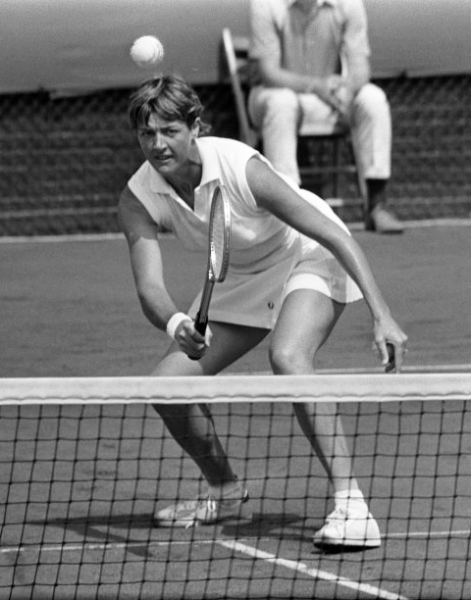
Margaret Court (* 1942)

- Court, Max (1884–1915), deutscher Flugpionier
- Court, Petronella Petronella de la (1624–1707), niederländische Kunstsammlerin
- Court, Pieter de la (1618–1685), niederländischer Ökonom und Philosoph
- Court, Raymond (1932–2012), Schweizer Jazzmusiker
- Court, Simon, neuseeländischer Politiker der Partei ACT New Zealand
- Court, Yoann (* 1990), französischer Fußballspieler
- Courtain, Jacob († 1825), deutscher Orgelbauer
- Courtauld, Samuel (1876–1947), englischer Industrieller, Kunstsammler und Mäzen
- Courtaux, Amanda (1856–1941), französische Musikpädagogin und Komponistin
- Courteau, Loïc (* 1964), französischer Tennisspieler
- Courteau, Stéphane, US-amerikanischer Astronom und Professor an der Queen’s University im Department of Physics, Engineering Physics & Astronomy
- Courteaux, Jean (1926–2003), französischer Fußballspieler und -trainer
- Courtecuisse, Jean († 1423), französischer Theologe
- Courteille, Arnaud (* 1989), französischer Straßenradrennfahrer
- Courteline, Georges (1858–1929), französischer Romancier und Dramaturg
- Courtemanche, Firmin (1913–1999), kanadischer Ordensgeistlicher, Bischof von Chipata
- Courtemanche, Gil (1943–2011), kanadischer Schriftsteller und Journalist
- Courtemanche, Henri (1916–1986), kanadischer Rechtsanwalt und Politiker
- Courtemanche, Michel (* 1964), frankokanadischer Stand-Up-Komiker und SchauspielerMichel Courtemanche (* 1964)

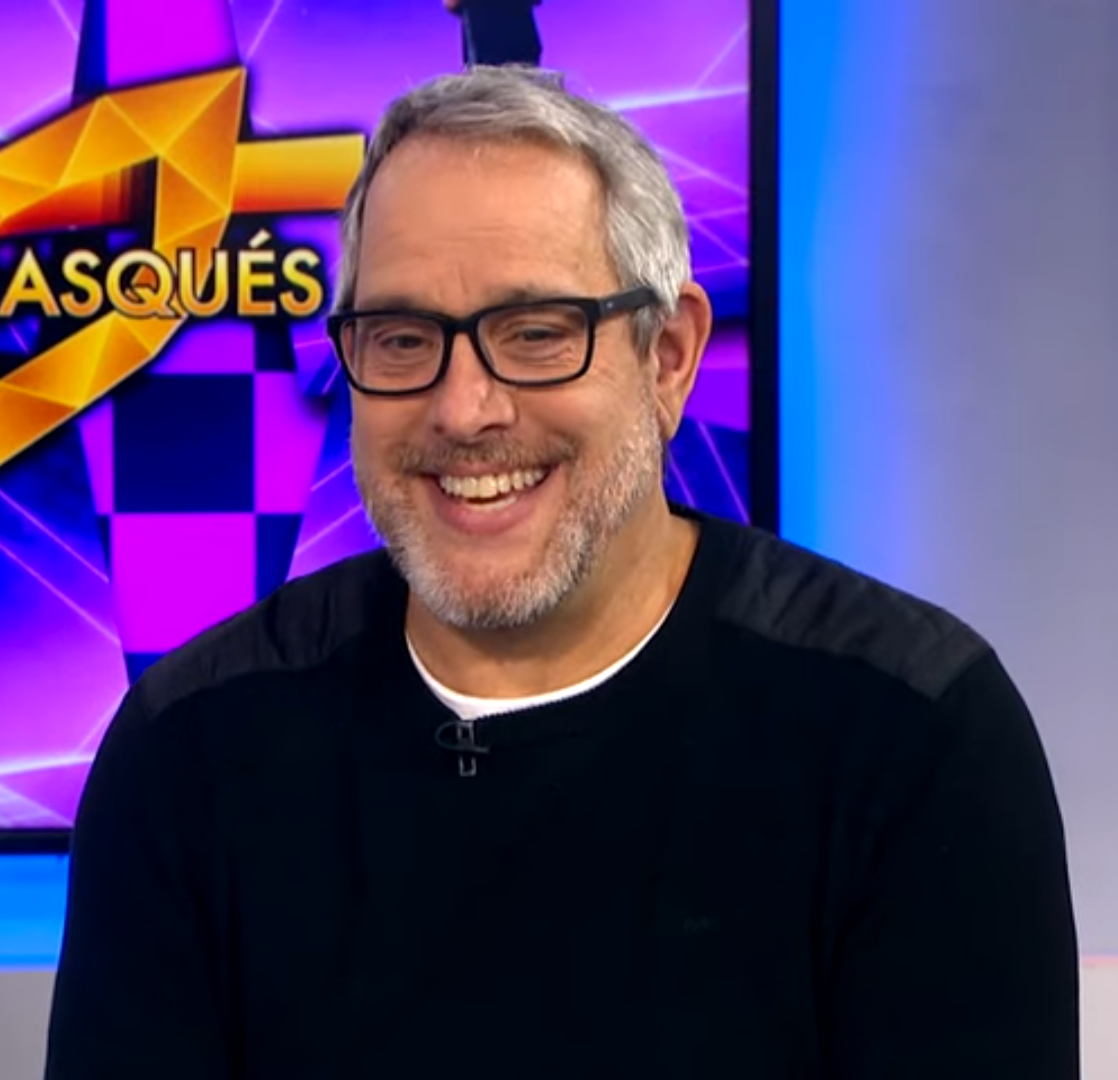
Michel Courtemanche (* 1964)

- Courten, Adrien de (1806–1887), Schweizer Politiker
- Courten, Angelo Graf von (1848–1925), deutscher Maler Schweizer Abstammung
- Courten, Didier de (* 1968), Schweizer Koch
- Courten, Felix von (1877–1959), deutscher Architekt und Illustrator
- Courten, Louis-Martin de (1835–1937), 22. Kommandant der Päpstlichen Schweizergarde
- Courten, Pierre-Anne de (1689–1744), Schweizer Offizier
- Courten, Raffaele de (1888–1978), italienischer Admiral
- Courten, Sigismund de (1867–1947), Schweizer Ordensgeistlicher
- Courten, Thomas de (* 1966), Schweizer Politiker (SVP)
- Courtenay, Charles, 17. Earl of Devon (1916–1998), britischer Aristokrat und Politiker
- Courtenay, Charles, 19. Earl of Devon (* 1975), britischer Peer, Jurist und Politiker
- Courtenay, Ed (* 1968), kanadisch-britischer Eishockeyspieler und -trainer
- Courtenay, Edward, 1. Earl of Devon († 1556), englischer AdligerEdward Courtenay, 1. Earl of Devon († 1556)

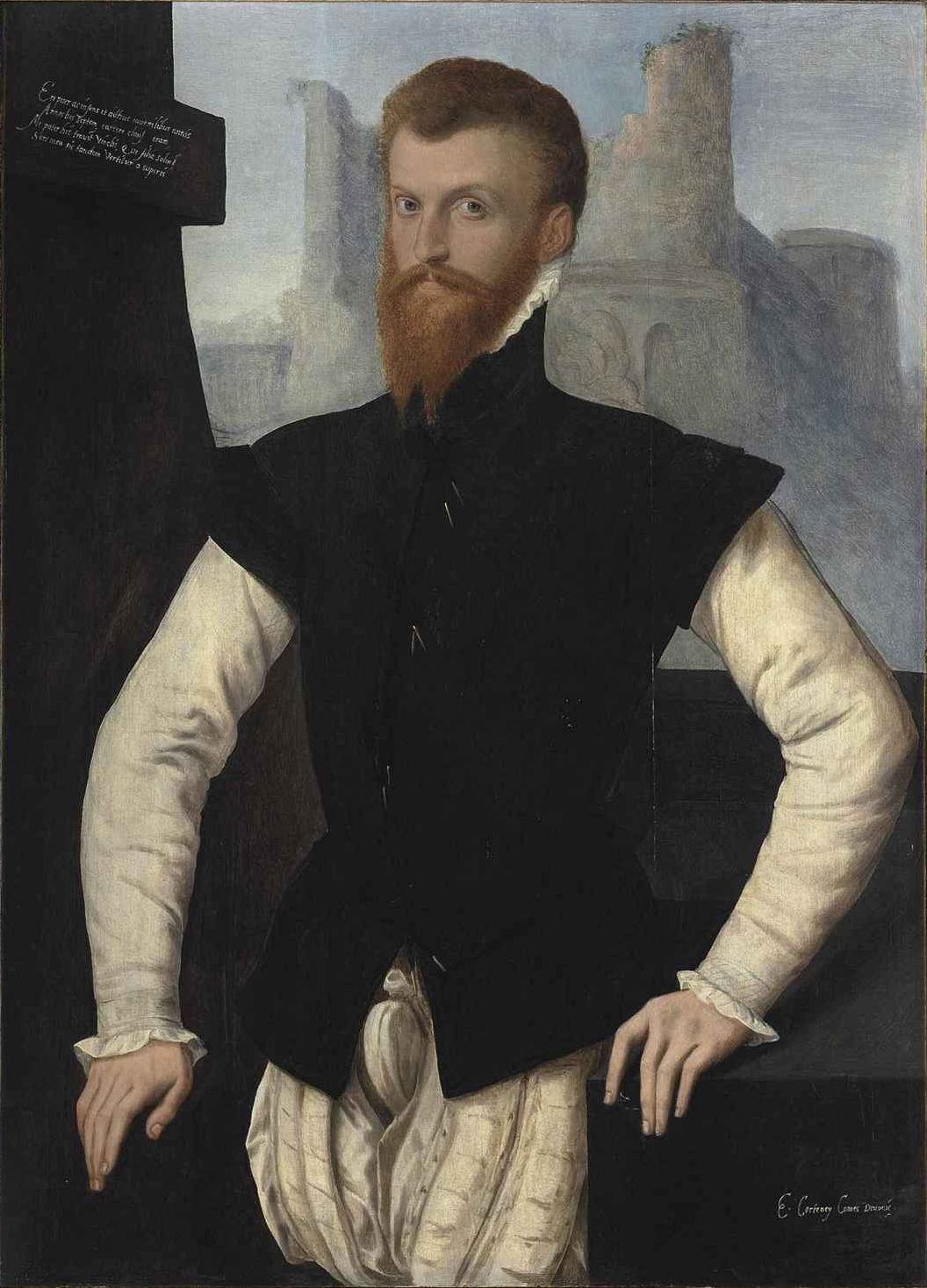
Edward Courtenay, 1. Earl of Devon († 1556)

- Courtenay, Gertrude († 1558), englische Adlige
- Courtenay, Hatto von, Stammvater des Hauses Courtenay
- Courtenay, Henry († 1538), englischer Adliger und Cousin von Heinrich VIII.
- Courtenay, Hugh († 1348), englischer Ritter
- Courtenay, Hugh de, 1. Earl of Devon († 1340), englischer Adliger
- Courtenay, Hugh, 18. Earl of Devon (1942–2015), britischer Peer
- Courtenay, Joan (1411–1465), englische Adlige
- Courtenay, Joscelin von, Herr von Courtenay
- Courtenay, Philip († 1489), englischer Ritter
- Courtenay, Philipp von († 1283), Titularkaiser von Konstantinopel
- Courtenay, Tom (* 1937), britischer SchauspielerTom Courtenay (* 1937)

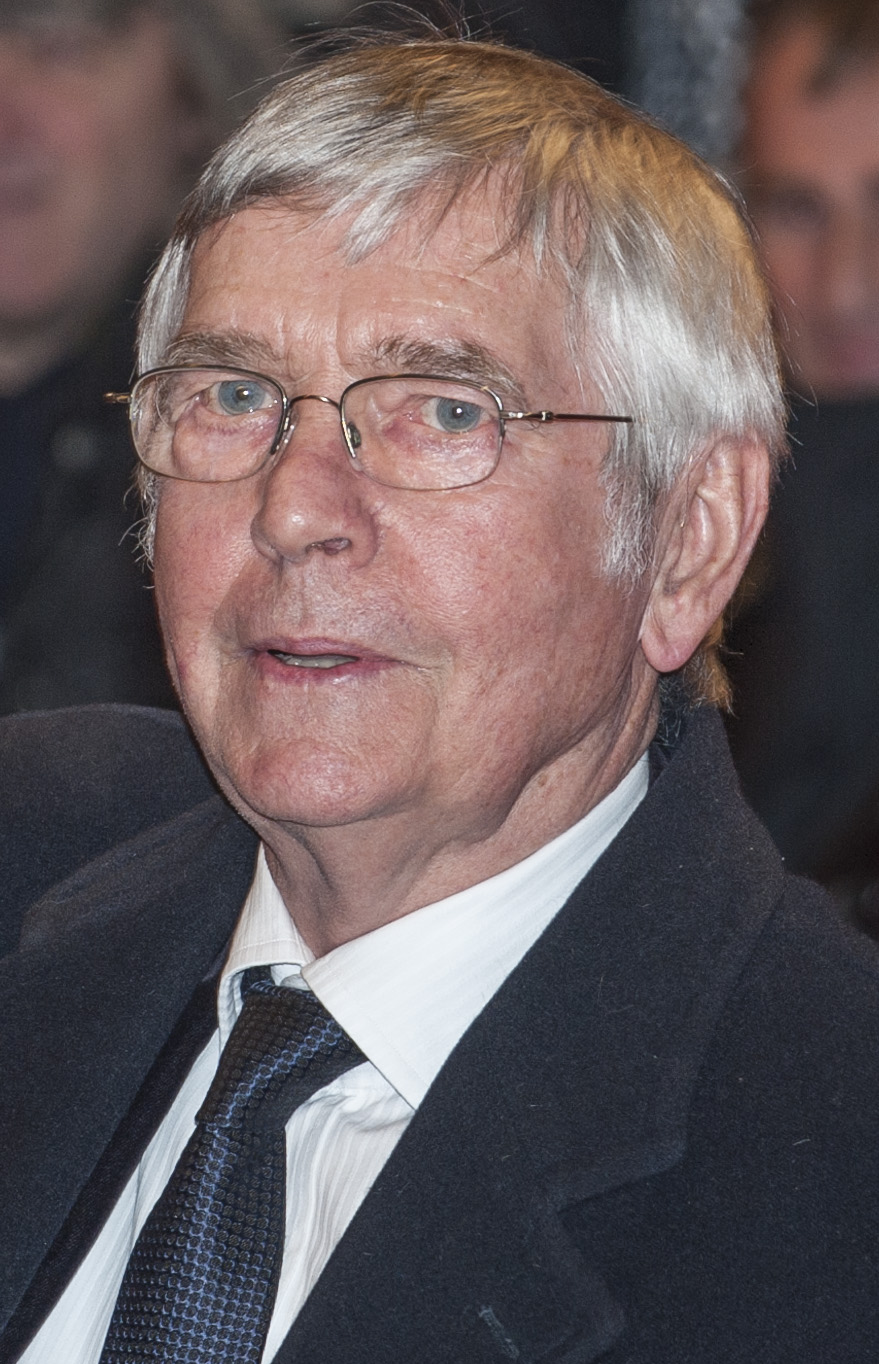
Tom Courtenay (* 1937)

- Courtenay, William (1342–1396), Erzbischof von Canterbury und Lordkanzler
- Courtenay, William J. (* 1935), US-amerikanischer Historiker
- Courtenay-Latimer, Marjorie (1907–2004), südafrikanische Naturforscherin
- Courtens, Franz (1854–1943), belgischer Landschaftsmaler und Kunstpädagoge
- Courtens, Michelle (* 1981), niederländische Sängerin
- Courtépée, Claude (1721–1781), französischer Historiker und Geograph
- Courter, Jim (* 1941), US-amerikanischer Politiker
- Courtes, Alex, französischer Musikvideoregisseur
- Courteville, Raphael († 1772), englischer Sänger, Organist und Komponist
- Courth, August (1826–1903), deutscher Jurist und Parlamentarier
- Courth, Franz (1940–1998), deutscher katholischer Theologe, Professor und Pallottiner
- Courth, Heinrich (1829–1907), deutscher Rechtsanwalt und Politiker
- Courthaliac, Laurent (* 1973), französischer Jazzmusiker (Piano, Komposition)
- Courthion, Pierre (1902–1988), Schweizer Kunsthistoriker und Schriftsteller
- Courths-Mahler, Hedwig (1867–1950), deutsche SchriftstellerinHedwig Courths-Mahler (1867–1950)

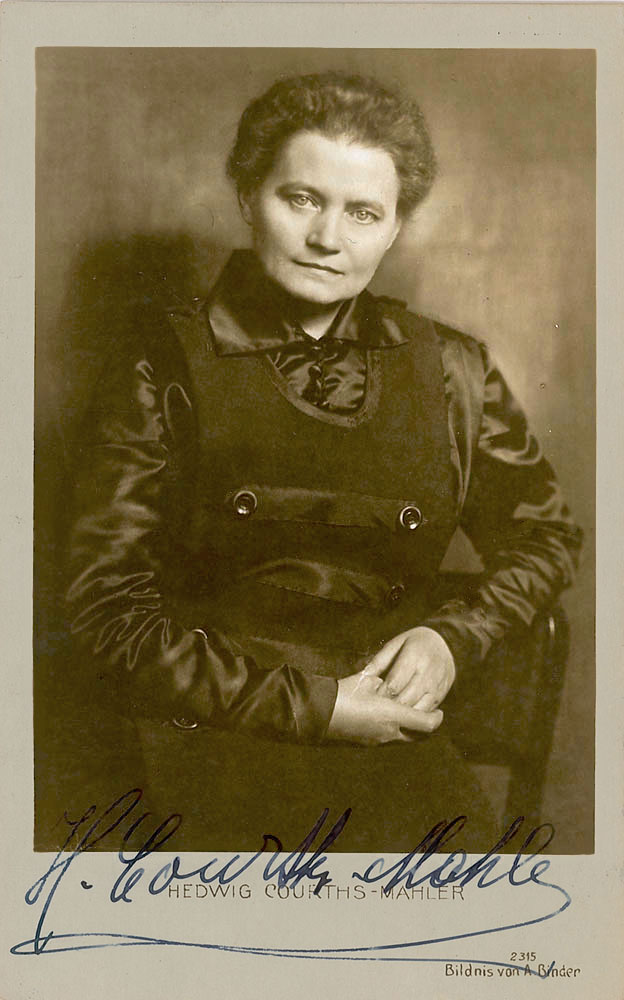
Hedwig Courths-Mahler (1867–1950)

- Courtiade, Fabienne (* 1970), französische Graveurin und Medailleurin
- Courtial, Édouard (* 1973), französischer Politiker, Mitglied der Nationalversammlung
- Courtial, Hans-Albert (* 1946), deutscher Unternehmer
- Courtice, Julianne (* 1991), englische Squashspielerin
- Courtier, Sidney H. (1904–1974), australischer Schriftsteller
- Courtillat, Jacky (* 1943), französischer Florettfechter
- Courtillot, Vincent (* 1948), französischer Geophysiker
- Courtilz de Sandras, Gatien de (1644–1712), französischer Musketier und Schriftsteller
- Courtin, Christina (* 1984), US-amerikanische Geigerin und Singer-Songwriterin
- Courtin, Pierre (1921–2012), französischer Maler und Grafiker
- Courtin, René (1900–1964), französischer Politiker
- Courtinard, Félix (* 1961), französischer Basketballspieler
- Courtine, Henri (1930–2021), französischer Judoka
- Courtivron, Gaspard Le Compasseur de Créqui-Montfort Marquis de (1715–1785), französischer Adliger, Offizier und Wissenschaftler
- Courtland, Jerome (1926–2012), US-amerikanischer Filmregisseur, Filmproduzent und Schauspieler
- Courtley, Bert (1929–1969), britischer Jazztrompeter (auch Flügelhorn)
- Courtley, Steve, australischer Spezialeffektkünstler
- Courtman, Percy (1888–1917), britischer Schwimmer
- Courtmans, Johanna (1811–1890), flämisch-belgische Schriftstellerin
- Courtnall, Geoff (* 1962), kanadischer Eishockeyspieler und -trainer
- Courtnall, Russ (* 1965), kanadischer Eishockeyspieler
- Courtneidge, Cicely (1893–1980), britische Bühnen-, Film- und Fernsehschauspielerin
- Courtney, Alex (* 1940), US-amerikanischer Schauspieler
- Courtney, Barns (* 1990), britischer Singer-Songwriter und MusikerBarns Courtney (* 1990)

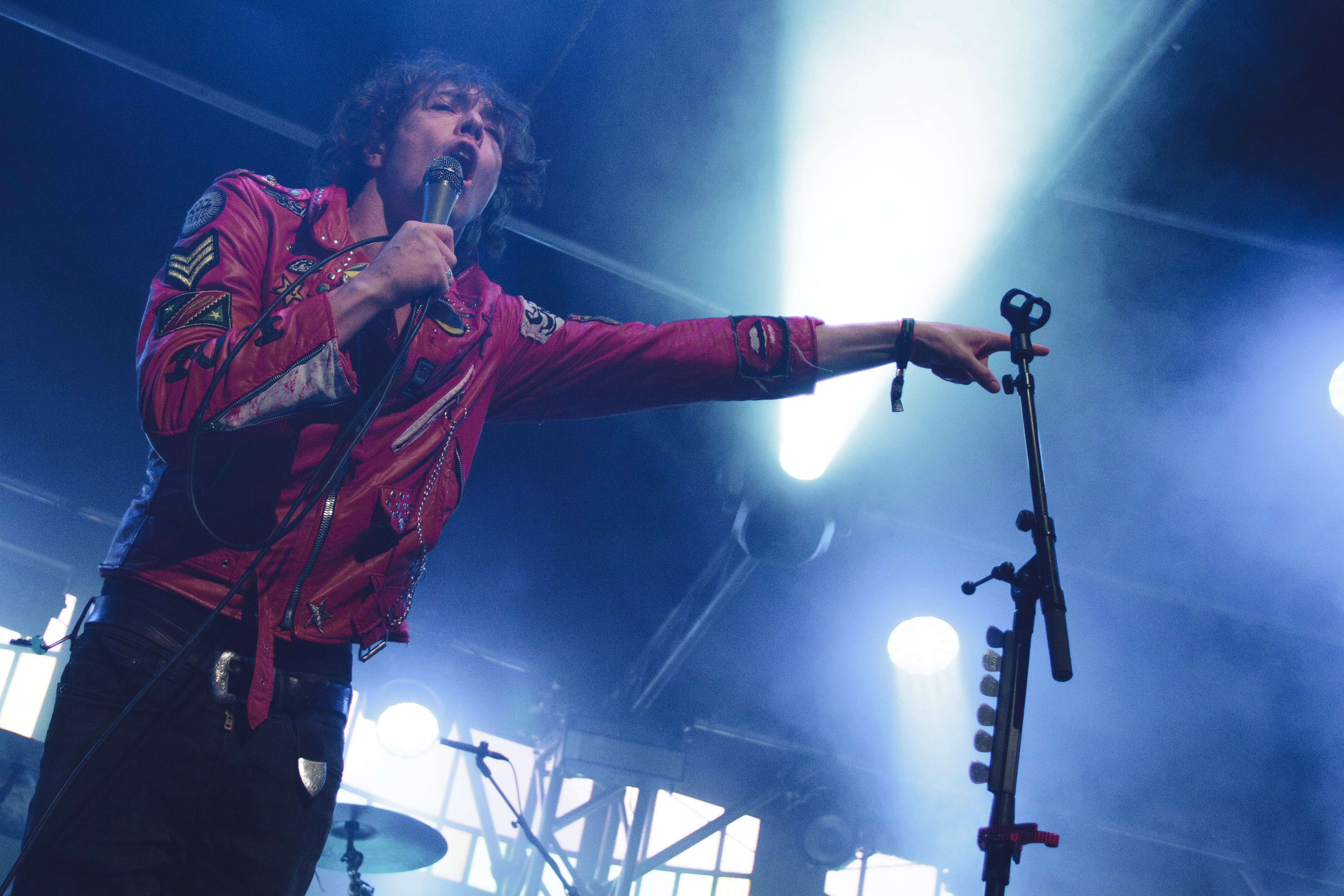
Barns Courtney (* 1990)

- Courtney, Drew (* 1990), US-amerikanischer Tennisspieler
- Courtney, Francis Bernard (1867–1952), US-amerikanischer Schriftkünstler
- Courtney, George (* 1941), englischer Fußballschiedsrichter
- Courtney, Jai (* 1986), australischer SchauspielerJai Courtney (* 1986)

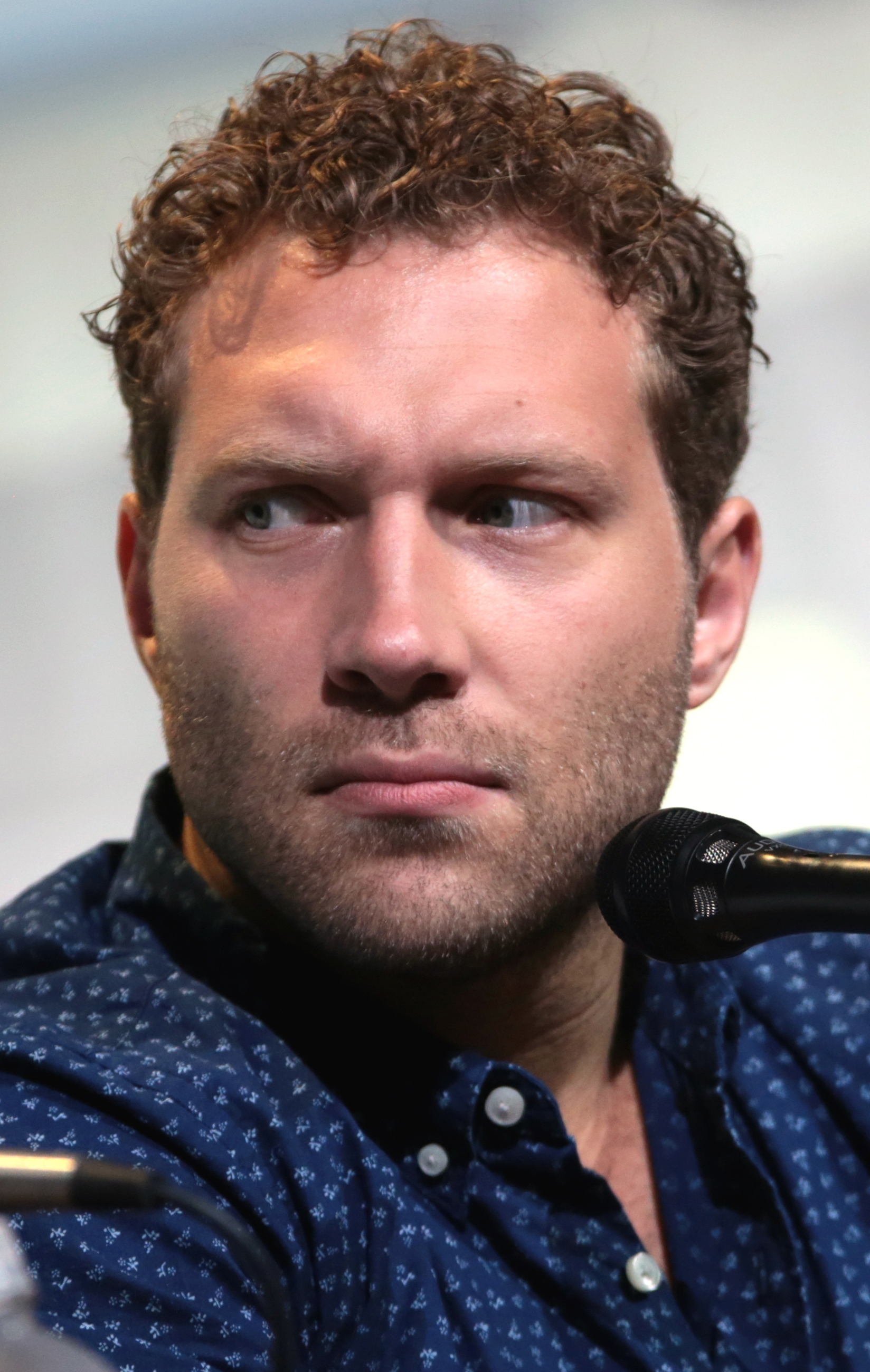
Jai Courtney (* 1986)

- Courtney, James (* 1980), australischer Rennfahrer
- Courtney, Jennifer, US-amerikanische Schauspielerin
- Courtney, Joanne (* 1989), kanadische Curlerin
- Courtney, Joe (* 1953), US-amerikanischer Politiker
- Courtney, Joel (* 1996), US-amerikanischer Schauspieler
- Courtney, Kate (* 1995), US-amerikanische Mountainbikerin
- Courtney, Leonard, 1. Baron Courtney (1832–1918), britischer Diplomat und Politiker
- Courtney, Michael (1945–2003), irischer Priester, Monsignore und Bischof
- Courtney, Nicholas (1929–2011), britischer Schauspieler
- Courtney, Stephanie (* 1970), US-amerikanische Schauspielerin und Komikerin
- Courtney, Stuart, englischer Squashspieler
- Courtney, Tom (1933–2023), US-amerikanischer Mittelstreckenläufer und Olympiasieger in der 4-mal-400-Meter-Staffel
- Courtney, Tomcat (1929–2021), US-amerikanischer Bluesmusiker
- Courtney, W. Wirt (1889–1961), US-amerikanischer Politiker
- Courtney-Bryant, Melissa (* 1993), walisische Leichtathletin
- Courtois, Bernard (1777–1838), französischer Chemiker, Salpetersieder, Entdecker des Iods
- Courtois, Charles, französischer Turner
- Courtois, Christian (1912–1956), französischer Althistoriker
- Courtois, Évelyne (* 1947), französische Sängerin und Songwriterin
- Courtois, Guillaume (1628–1679), italienischer Historien- und Kirchenmaler
- Courtois, Gustave (1852–1923), französischer Porträt-, Genre- und Historienmaler
- Courtois, Jacques (1621–1675), italienischer Maler
- Courtois, Jean, franko-flämischer Komponist und Kapellmeister der Renaissance
- Courtois, Jean-Baptiste, italienischer Kirchenmaler französischer Herkunft
- Courtois, Jean-Pierre, französischer Kirchenmaler
- Courtois, Laurence (* 1976), belgische Tennisspielerin
- Courtois, Laurent (* 1978), französischer Fußballspieler und Fußballtrainer
- Courtois, Richard (1806–1835), belgischer Botaniker
- Courtois, Roger (1912–1972), französischer Fußballspieler
- Courtois, Stéphane (* 1947), französischer Historiker
- Courtois, Thibaut (* 1992), belgischer FußballtorwartThibaut Courtois (* 1992)

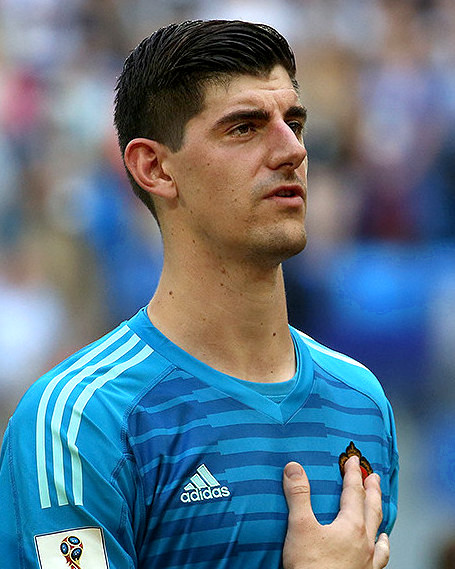
Thibaut Courtois (* 1992)

- Courtois, Valérie (* 1990), belgische Volleyballspielerin
- Courtois, Vincent (* 1968), französischer Jazzcellist
- Courtonne, Jean (1671–1739), französischer Architekt und Bauunternehmer
- Courtonne, Marcel (1883–1954), französischer Organist und Komponist
- Courtot de Cissey, Ernest (1810–1882), französischer General und Staatsmann
- Courtoy, Fernande (1914–2024), belgische Altersrekordlerin
- Courtright, Jim (1914–2003), kanadischer Speerwerfer
- Courtright, William (1848–1933), US-amerikanischer Schauspieler
- Courts, Tam (* 1981), schottischer Fußballspieler und -trainer
- Courtwright, David Todd (* 1952), US-amerikanischer Historiker
- Courty, Fernand (1862–1921), französischer Astronom und Meteorologe
- Courty, Georges (1875–1953), französischer Geologe und Prähistoriker
- Courville, Nicholas de († 1634), französischer General in schwedischen Diensten
- Courvoisier, Fritz (1799–1854), Schweizer Politiker und Uhrenfabrikant
- Courvoisier, Jaques (1900–1988), Schweizer reformierter Theologe, Professor für Kirchengeschichte
- Courvoisier, Jules (1884–1936), Schweizer Plakatgestalter
- Courvoisier, Louise (* 1994), französische Regisseurin und Drehbuchautorin
- Courvoisier, Ludwig Georg (1843–1918), Schweizer Chirurg
- Courvoisier, Sibylle (1943–2003), Schweizer Schauspielerin
- Courvoisier, Sylvie (* 1968), Schweizer Jazzmusikerin und KomponistinSylvie Courvoisier (* 1968)

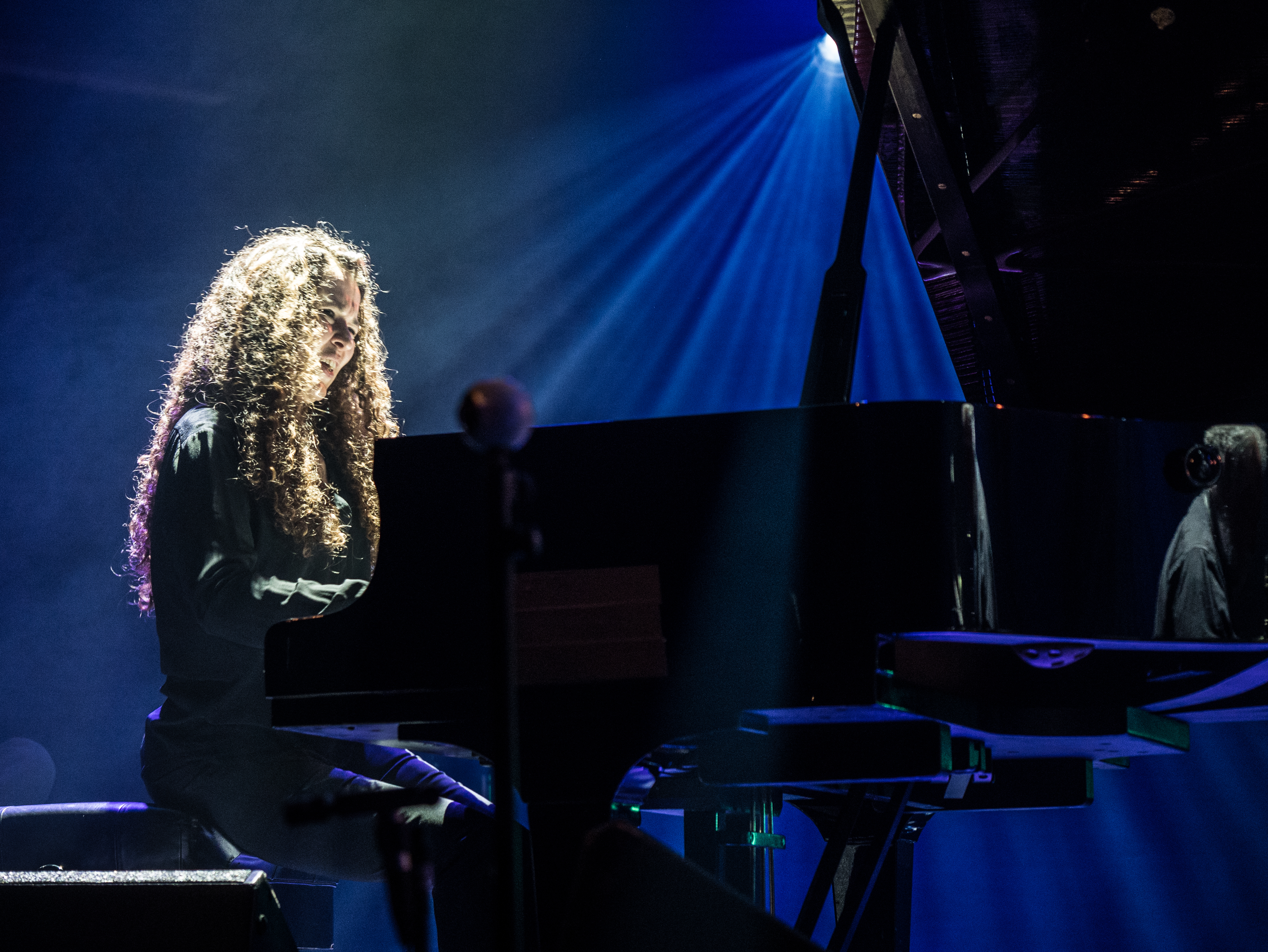
Sylvie Courvoisier (* 1968)

- Courvoisier, Walter (1875–1931), Schweizer Komponist
- Coury, Fred (* 1967), US-amerikanischer Musiker

### Cous
- Cousances, Henri de († 1268), französischer Adliger, Marschall von Frankreich
- Couse, Eanger Irving (1866–1936), US-amerikanischer Maler
- Couser, Cliff (* 1971), US-amerikanischer Schwergewichtsboxer
- Cousin de Dommartin, Elzéar-Auguste (1768–1799), französischer Divisionsgeneral der Artillerie
- Cousin Emmy (1903–1980), US-amerikanische Country-Sängerin, Entertainerin, Multiinstrumentalistin und Songwriterin
- Cousin Leroy (1925–2008), US-amerikanischer R&B- und Bluesmusiker
- Cousin Questel, Delphine (* 1991), französische Windsurferin
- Cousin, Anne Ross (1824–1906), britische Dichterin und Musikerin
- Cousin, Caroline (* 2000), deutsche Theater- und Filmschauspielerin
- Cousin, Daniel (* 1977), gabunischer Fußballspieler
- Cousin, Ertharin (* 1957), US-amerikanische Juristin und Diplomatin
- Cousin, Étienne-Jules, Baron de Marinville (1780–1861), französischer Politiker
- Cousin, Gilbert (1506–1572), Humanist und Theologe
- Cousin, Jean, französischer oder frankoflämischer Komponist und Sänger
- Cousin, Jean der Ältere, französischer Maler und Graphiker
- Cousin, Jean der Jüngere (1522–1595), französischer Maler, Bildhauer und Graphiker
- Cousin, Jérôme (* 1989), französischer Bahn- und Straßenradrennfahrer
- Cousin, Louis (1627–1707), französischer Historiker, Jurist und Übersetzer
- Cousin, Pierre (1867–1933), französischer Mathematiker
- Cousin, Pierre (1913–1963), französischer Marathonläufer
- Cousin, Sixtine (* 1999), Schweizer Freestyle-Skierin
- Cousin, Victor (1792–1867), französischer Philosoph und Kulturtheoretiker
- Cousin-Despréaux, Louis (1743–1818), französischer Homme de lettres
- Cousin-Montauban, Charles (1796–1878), französischer General und Staatsmann
- Cousin-Zermatten, Germaine (* 1925), Schweizer Kräuterkundige und Autorin
- Cousineau, Julien (* 1981), kanadischer Skirennläufer
- Cousineau, Philémon (1874–1959), kanadischer Jurist und Politiker (Québec)
- Cousino, Bernard (1902–1994), US-amerikanischer Tontechniker und Erfinder im Bereich der Tontechnik
- Cousins, Christian (* 1983), US-amerikanischer Kinderdarsteller
- Cousins, Christopher (* 1960), US-amerikanischer Schauspieler
- Cousins, Dave (1940–2025), britischer Sänger und SongwriterDave Cousins (1940–2025)

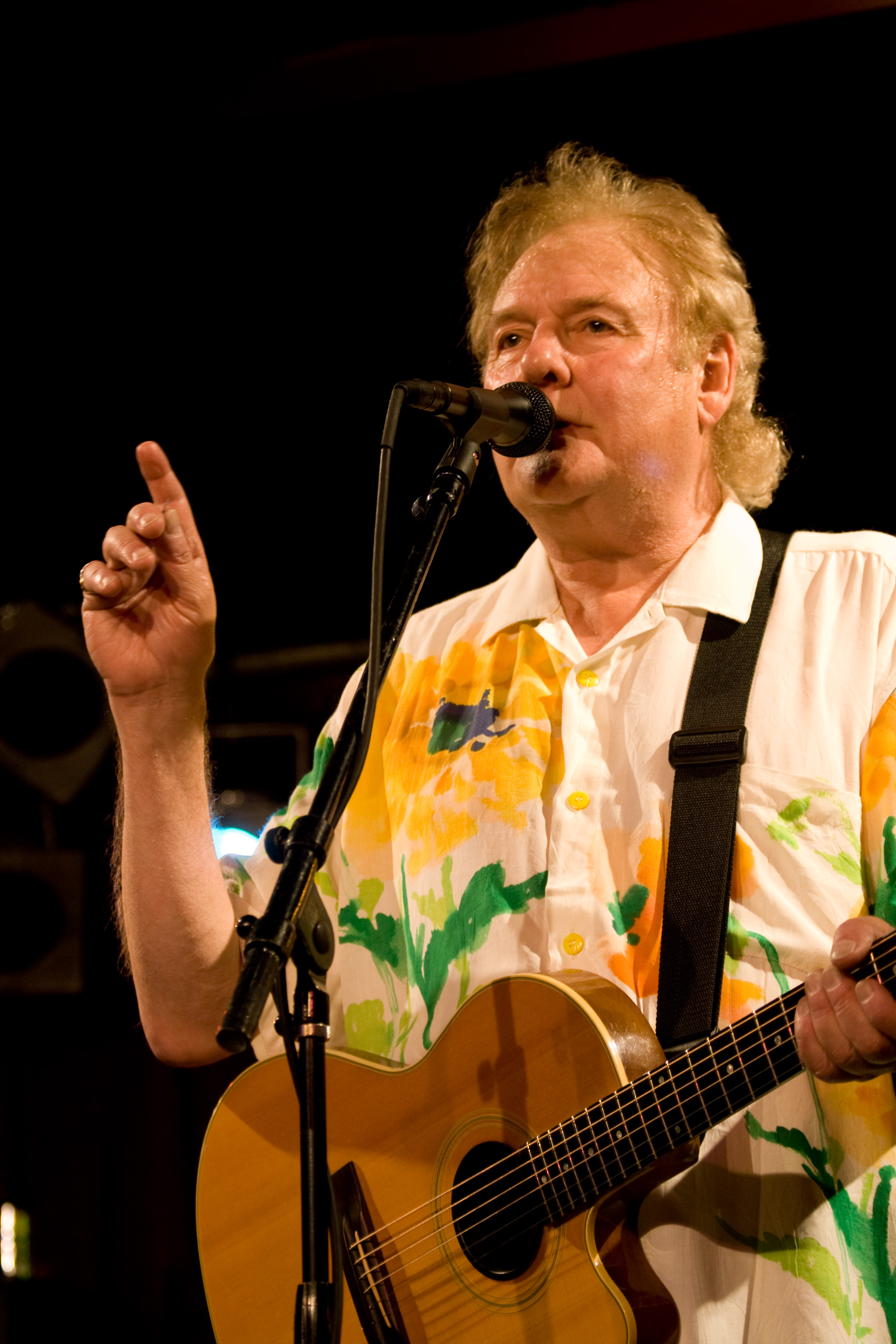
Dave Cousins (1940–2025)

- Cousins, DeMarcus (* 1990), US-amerikanischer Basketballspieler
- Cousins, Frank (1904–1986), britischer Politiker (Labour Party), Mitglied des House of Commons und Gewerkschaftsfunktionär
- Cousins, Harold B. (1916–1992), US-amerikanischer Bildhauer
- Cousins, Herbert Henry (1869–1949), britischer Agrochemiker
- Cousins, Ian (* 1968), englischer Chemiker
- Cousins, Joseph (* 1983), US-amerikanischer Kinderdarsteller
- Cousins, Kirk (* 1988), US-amerikanischer American-Football-SpielerKirk Cousins (* 1988)

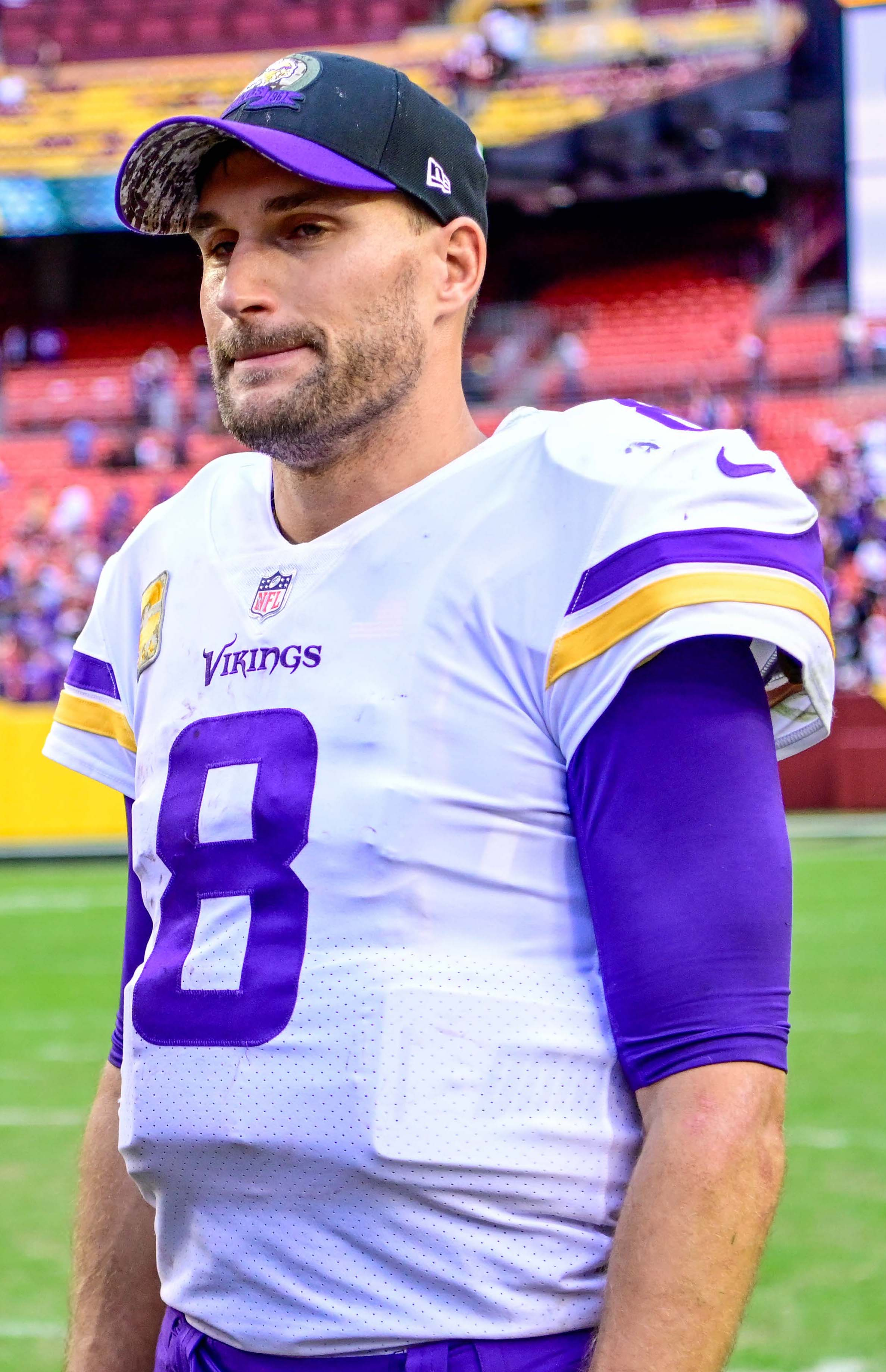
Kirk Cousins (* 1988)

- Cousins, Lance S. (1942–2015), britischer Buddhologe
- Cousins, Nick (* 1993), kanadischer Eishockeyspieler
- Cousins, Norman (1915–1990), US-amerikanischer Wissenschaftsjournalist
- Cousins, Oniel (* 1984), US-amerikanischer American-Football-Spieler
- Cousins, Peter (* 1981), britischer Judoka
- Cousins, Ralph Wynne (1915–2009), US-amerikanischer Marineoffizier
- Cousins, Robert G. (1859–1933), US-amerikanischer Politiker
- Cousins, Robin (* 1957), britischer Eiskunstläufer
- Cousins, Roger, britischer Kolonialgouverneur
- Cousins, Samuel (1801–1887), englischer Kupferstecher
- Cousins, Steven (* 1972), britischer Eiskunstläufer
- Cousins, William Edward (1902–1988), US-amerikanischer Geistlicher und Erzbischof von Milwaukee
- Couso Permuy, Javier (* 1968), spanischer Politiker
- Cousot, Patrick (* 1948), französischer Informatiker
- Cousot, Radhia (1947–2014), französische Informatikerin
- Coussa, Gabriel Acacius (1897–1962), katholischer Geistlicher, Erzbischof der melkitisch-griechisch-katholischen Kirche, Experte in Kanonischem Recht und Kardinal
- Coussa, Krikor-Okosdinos (* 1953), syrischer Geistlicher
- Coussa, Paul (1917–2012), syrischer Geistlicher, emeritierter Erzbischof von Bagdad
- Cousse, Raymond (1942–1991), französischer Schriftsteller und Schauspieler
- Coussemaker, Edmond de (1805–1876), französischer Musikologe und Jurist
- Cousseran, Jean-Claude (* 1944), französischer Diplomat
- Coussins, Jean, Baroness Coussins (* 1950), britische Beraterin für Corporate Social Responsibility
- Coussy, Olivier (1953–2010), französischer Ingenieur
- Cousteau, Céline (* 1972), französisch-amerikanische Dokumentarfilmerin, Sozial- und Umweltaktivistin
- Cousteau, Desiree (* 1956), US-amerikanische Pornodarstellerin
- Cousteau, Jacques-Yves (1910–1997), französischer MeeresforscherJacques-Yves Cousteau (1910–1997)

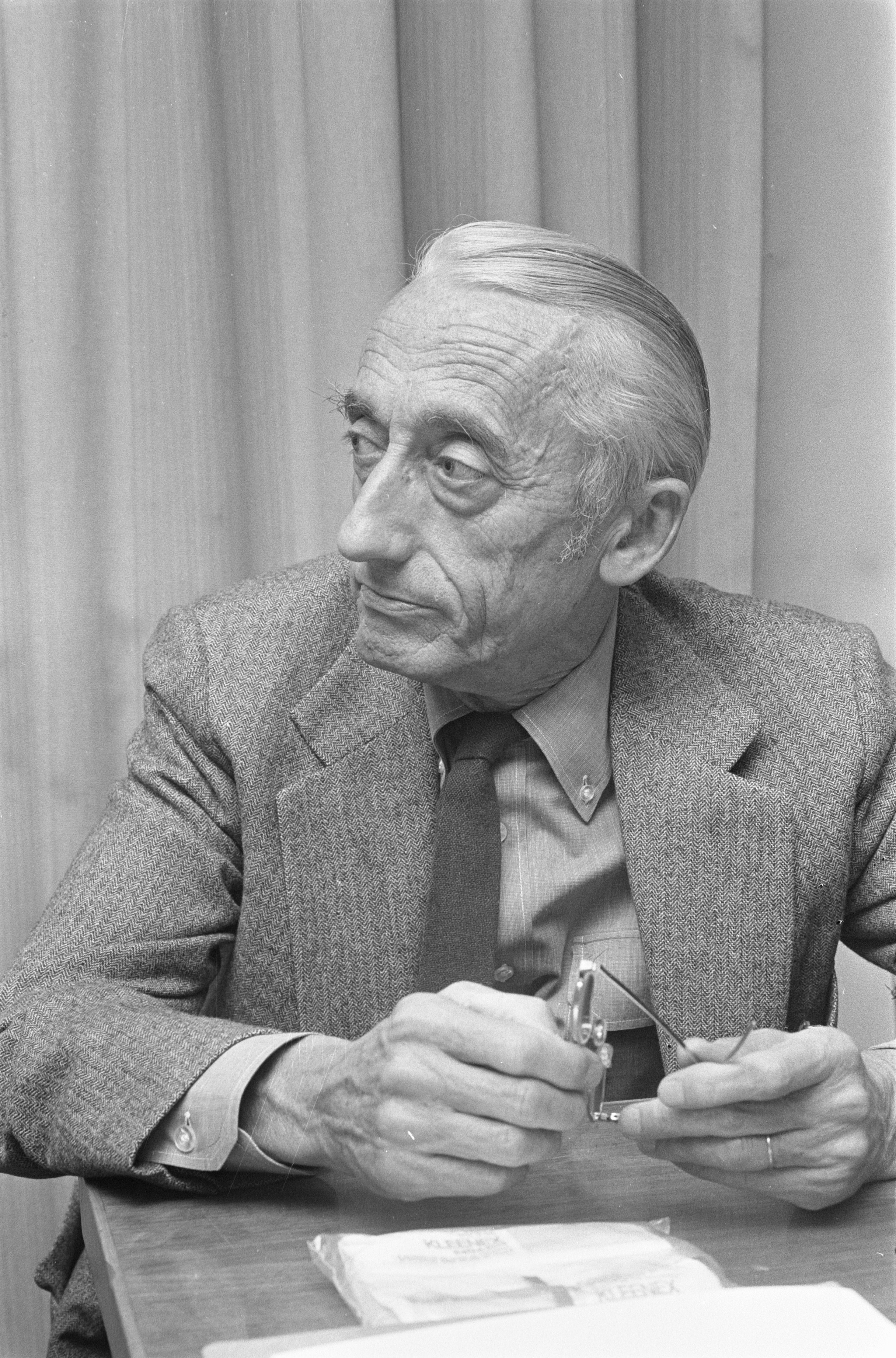
Jacques-Yves Cousteau (1910–1997)

- Cousteau, Jean-Michel (* 1938), französischer Taucher und Filmproduzent
- Cousteau, Philippe sr. (1940–1979), französischer Taucher, Seemann, Pilot, Fotograf, Autor, Regisseur und Kameramann
- Coustenis, Athena (* 1961), griechisch-französische Astrophysikerin
- Coustou, Guillaume der Ältere (1677–1746), französischer Maler und Bildhauer
- Coustou, Guillaume der Jüngere (1716–1777), französischer Bildhauer
- Coustou, Nicolas (1658–1733), französischer Bildhauer
- Cousturier, Lucie (1876–1925), französische Malerin, Kunstkritikerin und Schriftstellerin
- Cousu, Antoine de (1600–1658), französischer Musiktheoretiker, Kirchenkapellmeister, Barockkomponist und Kleriker
- Cousy, Bob (* 1928), US-amerikanischer Basketballspieler und -trainerBob Cousy (* 1928)

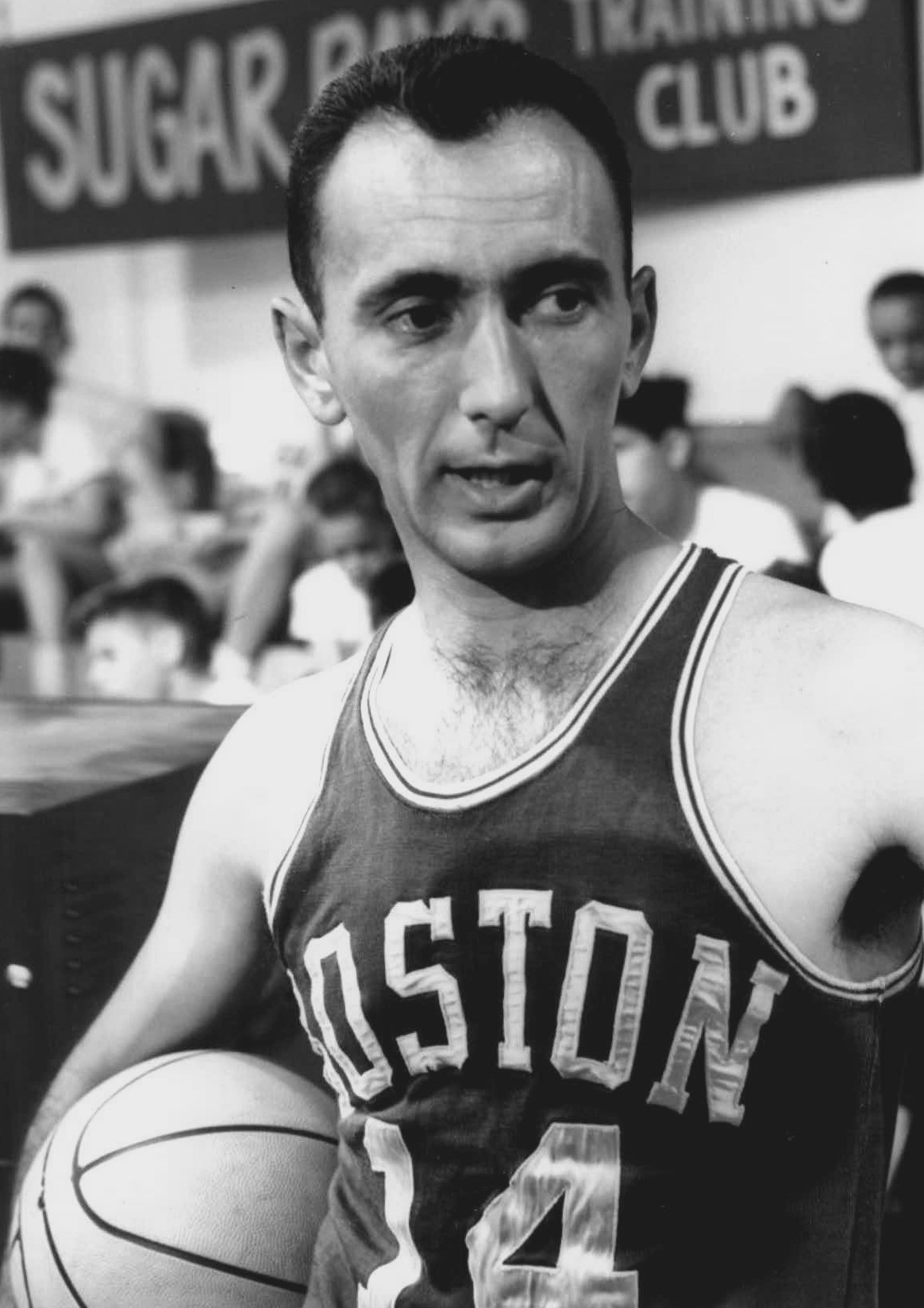
Bob Cousy (* 1928)

### Cout
- Coutadeur, Mathieu (* 1986), französischer Fußballspieler
- Coutan, Jules (1848–1939), französischer Bildhauer
- Coutan-Montorgueil, Laure (1855–1915), französische Bildhauerin
- Coutances, John de († 1198), anglonormannischer Geistlicher, Bischof von Worcester
- Coutances, Walter de († 1207), anglonormannischer Prälat, Justiciar von England
- Coutanche, Alexander, Baron Coutanche (1892–1973), britischer Politiker und Jurist auf Jersey
- Coutant, André (1906–1983), französischer Filmtechniker und Ingenieur
- Coutard, Raoul (1924–2016), französischer Kameramann und Fotograf
- Coutau, Gilbert (* 1936), Schweizer Politiker (LPS)
- Coutaz, Eva (1943–2021), deutsche Musiclabel-Besitzerin
- Coutaz, Gilbert (* 1954), Schweizer Historiker und Archivar
- Coutaz, Joëlle (* 1946), französische Informatikerin und Hochschullehrerin
- Couteaux, André (1930–1986), französischer Schriftsteller
- Coûteaux, Paul-Marie (* 1956), französischer Politiker, MdEP
- Coutee, Keke (* 1997), US-amerikanischer Footballspieler
- Coutelier, Mimi (* 1956), französische Schauspielerin
- Coutelis, Al (* 1949), französischer Comiczeichner
- Coutelle, Anton (* 1777), preußischer Kreissekretär und 1827/1828 auftragsweise Landrat des Kreises Duisburg
- Coutelle, Carl (1908–1993), deutscher Arzt und Pathologe
- Coutelle, Charles (* 1939), britischer Arzt und Humangenetiker
- Coutelle, Jean Marie Joseph (1748–1835), französischer Wissenschaftler und Kapitän
- Coutelle, Louis (1921–2012), französischer Neogräzist
- Coutellier, Vera (* 1995), deutsche LeichtathletinVera Coutellier (* 1995)

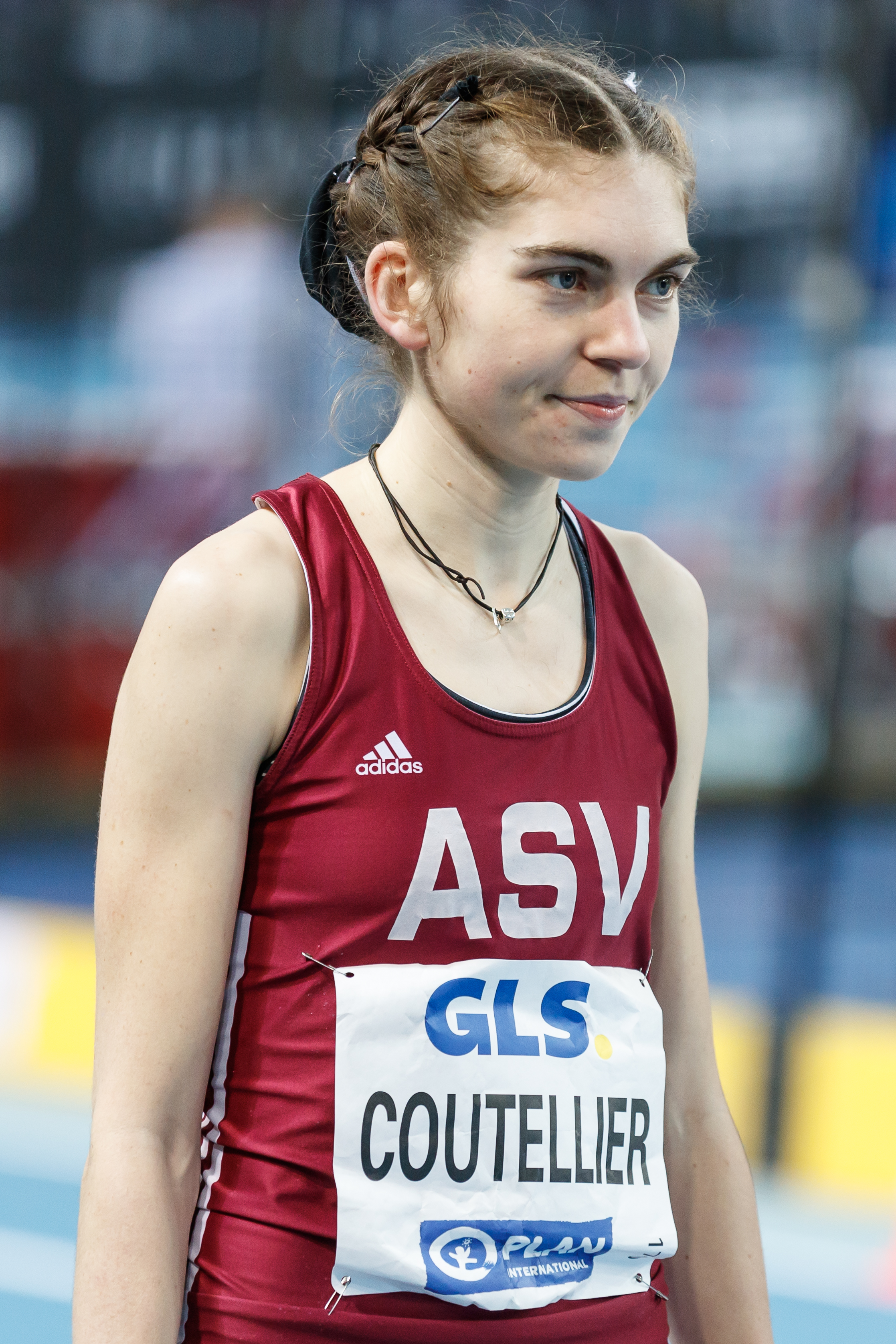
Vera Coutellier (* 1995)

- Coutelot, Nicolas (* 1977), französischer Tennisspieler
- Coutereel, Pieter, Meier der Stadt Löwen, Herr von Asten, Anführer des Löwener Volksaufstands (1360)
- Coutereels, Maud (* 1986), belgische Fußballspielerin
- Couthon, Georges (1755–1794), französischer RevolutionärGeorges Couthon (1755–1794)

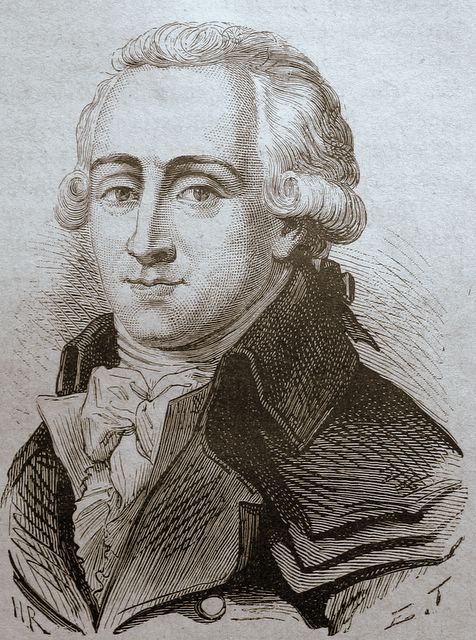
Georges Couthon (1755–1794)

- Coutil, Léon (1856–1943), französischer Künstler, Prähistoriker und Archäologe
- Coutin, Auguste (1864–1942), französischer Bildhauer und Medailleur
- Coutinho (1943–2019), brasilianischer Fußballspieler
- Coutinho Martins, Bruno (* 1986), brasilianischer Fußballspieler
- Coutinho, Afrânio (1911–2000), brasilianischer Literaturkritiker und Autor
- Coutinho, Andrey (* 1990), brasilianischer Fußballspieler
- Coutinho, António Rosa (1926–2010), portugiesischer Politiker und Admiral
- Coutinho, Claire (* 1985), britische Politikerin (Conservative Party), Mitglied des House of Commons und Ministerin
- Coutinho, Cláudio (1939–1981), brasilianischer Fußballtrainer
- Coutinho, Domingos de Sousa (1896–1984), portugiesischer Springreiter
- Coutinho, Douglas (* 1994), brasilianischer Fußballspieler
- Coutinho, Eduardo (1933–2014), brasilianischer Filmschaffender
- Coutinho, Fortunato da Veiga (1920–1967), indischer Geistlicher, römisch-katholischer Bischof von Belgaum
- Coutinho, Francisco († 1564), portugiesischer Adliger, Militär und 8. Vizekönig des Estado da India (Portugiesisch-Indien) (1561–1564)
- Coutinho, Gago (1869–1959), portugiesischer Offizier der Kriegsflotte, Seefahrer und Historiker
- Coutinho, Geisa Aparecida (* 1980), brasilianische Sprinterin
- Coutinho, Germán (* 1970), uruguayischer Politiker
- Coutinho, Gino (* 1982), niederländischer Fußballtorhüter
- Coutinho, Matthew Marcel (* 1961), indischer Geistlicher
- Coutinho, Philippe (* 1992), brasilianischer FußballspielerPhilippe Coutinho (* 1992)

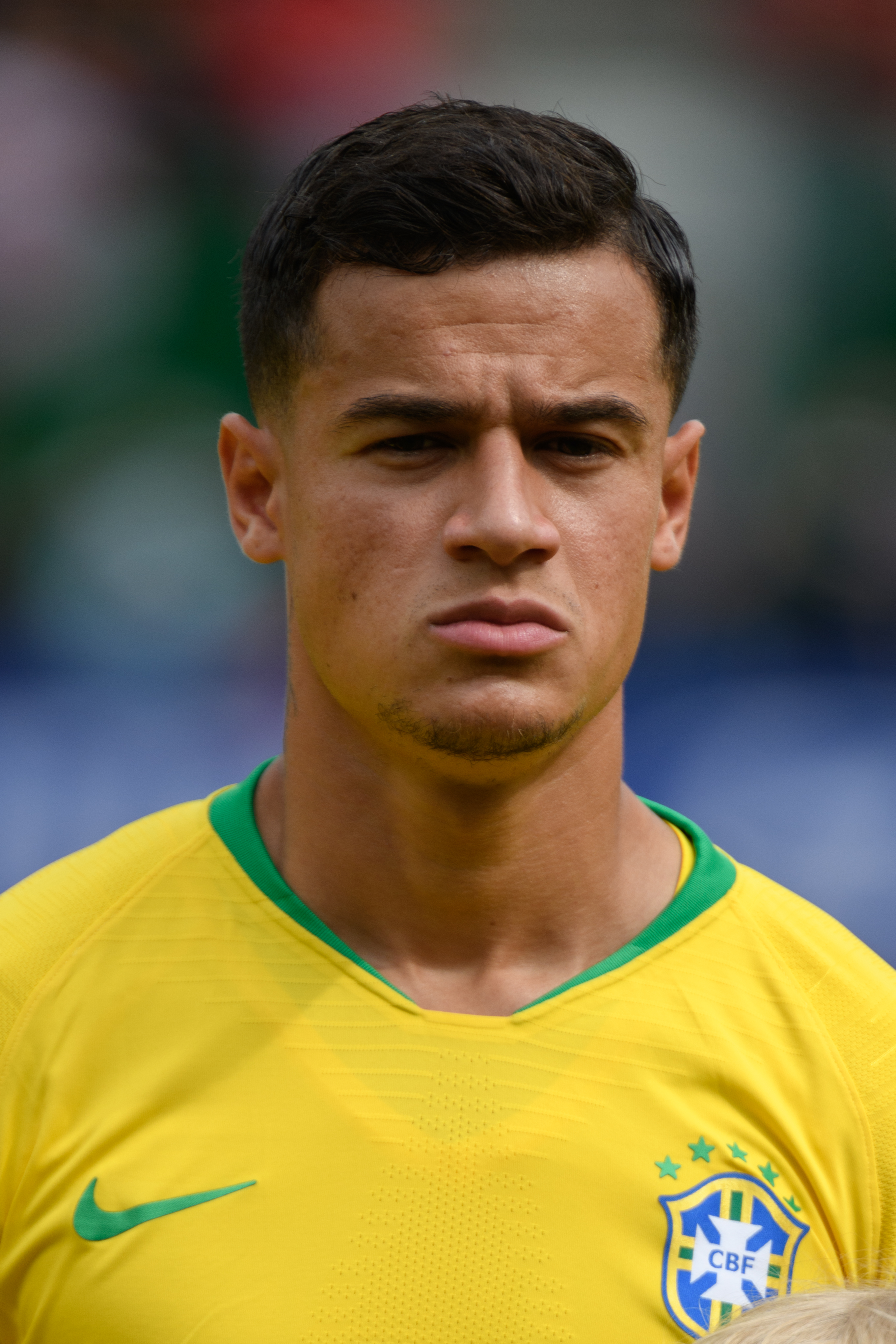
Philippe Coutinho (* 1992)

- Coutinho, Victor Hugo de Azevedo (1871–1955), portugiesischer Offizier und Politiker
- Couto Ramalho, Rui Pedro (* 1988), portugiesischer Fußballspieler
- Couto, André (* 1976), portugiesisch-macauischer Autorennfahrer
- Couto, Anil (* 1954), indischer römisch-katholischer Geistlicher, Erzbischof von Delhi
- Couto, António (* 1952), portugiesischer Ordensgeistlicher und Bischof von Lamego
- Couto, Carla (* 1974), portugiesische Fußballspielerin
- Couto, Diogo de (1542–1616), portugiesischer Historiker
- Couto, Emanuel (* 1973), portugiesischer Tennisspieler
- Couto, Fernando (* 1969), portugiesischer FußballspielerFernando Couto (* 1969)

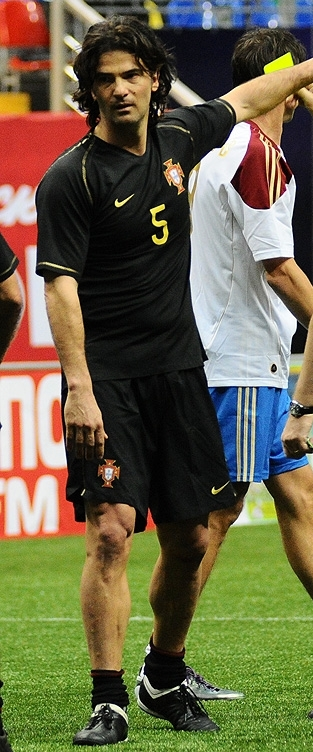
Fernando Couto (* 1969)

- Couto, Filipe José (* 1939), mosambikanischer Theologe
- Couto, José Antônio do (1927–1997), brasilianischer Ordensgeistlicher, römisch-katholischer Bischof von Taubaté
- Couto, Kurt (* 1985), mosambikanischer Leichtathlet und Hürdenläufer
- Couto, Mia (* 1955), mosambikanischer Schriftsteller
- Couto, Vasco de Lima (1923–1980), portugiesischer Dichter und Schauspieler
- Couto, Yan (* 2002), brasilianischer Fußballspieler
- Couton, Georges (1912–1992), französischer Romanist und Literaturwissenschaftler
- Coutouly, Cédric (* 1980), französischer Radrennfahrer
- Coutre, Walter Le (1885–1965), deutscher Ökonom, Professor für Betriebswirtschaft
- Coutrot, Jacques (1898–1965), französischer Fechter
- Couttet, Henri (1901–1953), französischer Eishockeyspieler
- Couttet, James (1921–1997), französischer Skisportler
- Couttet, Marcel (1912–2002), französischer Eishockeyspieler
- Coutteure, Ronny (1951–2000), belgischer Schauspieler, Regisseur, Autor, TV-Vorführer und Gastwirt
- Couttolenc, Michelle, mexikanisch-US-amerikanische Tontechnikerin
- Coutts, Alex (* 1983), schottischer Radsportler
- Coutts, Alicia (* 1987), australische Schwimmsportlerin
- Coutts, Emily (* 1989), kanadische FilmschauspielerinEmily Coutts (* 1989)

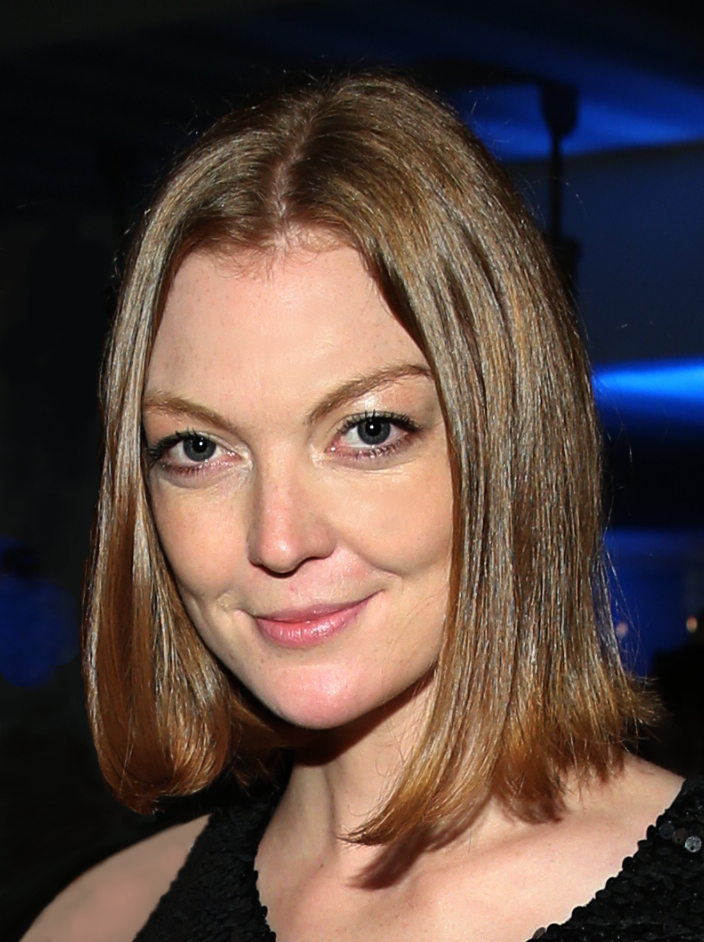
Emily Coutts (* 1989)

- Coutts, Joseph (* 1945), pakistanischer Geistlicher, emeritierter römisch-katholischer Erzbischof von Karachi
- Coutts, Michael (* 1985), neuseeländischer Skeletonpilot
- Coutts, Paul (* 1988), schottischer Fußballspieler
- Coutts, Ronald T. (1931–2017), britisch-kanadischer Pharmakologe
- Coutts, Russell (* 1962), neuseeländischer Segler und Segelyachtdesigner
- Coutts, Walter Fleming (1912–1988), britischer Kolonialbeamter und erster und letzter Generalgouverneur von Uganda
- Coutu, Billy (1892–1978), kanadischer Eishockeyspieler und -trainer
- Couturat, Louis (1868–1914), französischer Logiker, Mathematiker und Linguist
- Couture, Camille (1876–1961), kanadischer Violinist, Musikpädagoge und Geigenbauer
- Couture, Guillaume (1851–1915), kanadischer Musikpädagoge, Musikkritiker, Dirigent, Chorleiter, Organist, Komponist und Sänger
- Couture, Jean-Guy (1929–2022), kanadischer Geistlicher, römisch-katholischer Bischof von Chicoutimi
- Couture, Lise Anne (* 1959), kanadische Architektin
- Couture, Logan (* 1989), kanadischer Eishockeyspieler
- Couture, Maurice (1926–2018), kanadischer Ordensgeistlicher, römisch-katholischer Erzbischof von Québec
- Couture, Patrick (* 1978), kanadischer Eishockeytorwart
- Couture, Randy (* 1963), US-amerikanischer Kampfsportler und SchauspielerRandy Couture (* 1963)

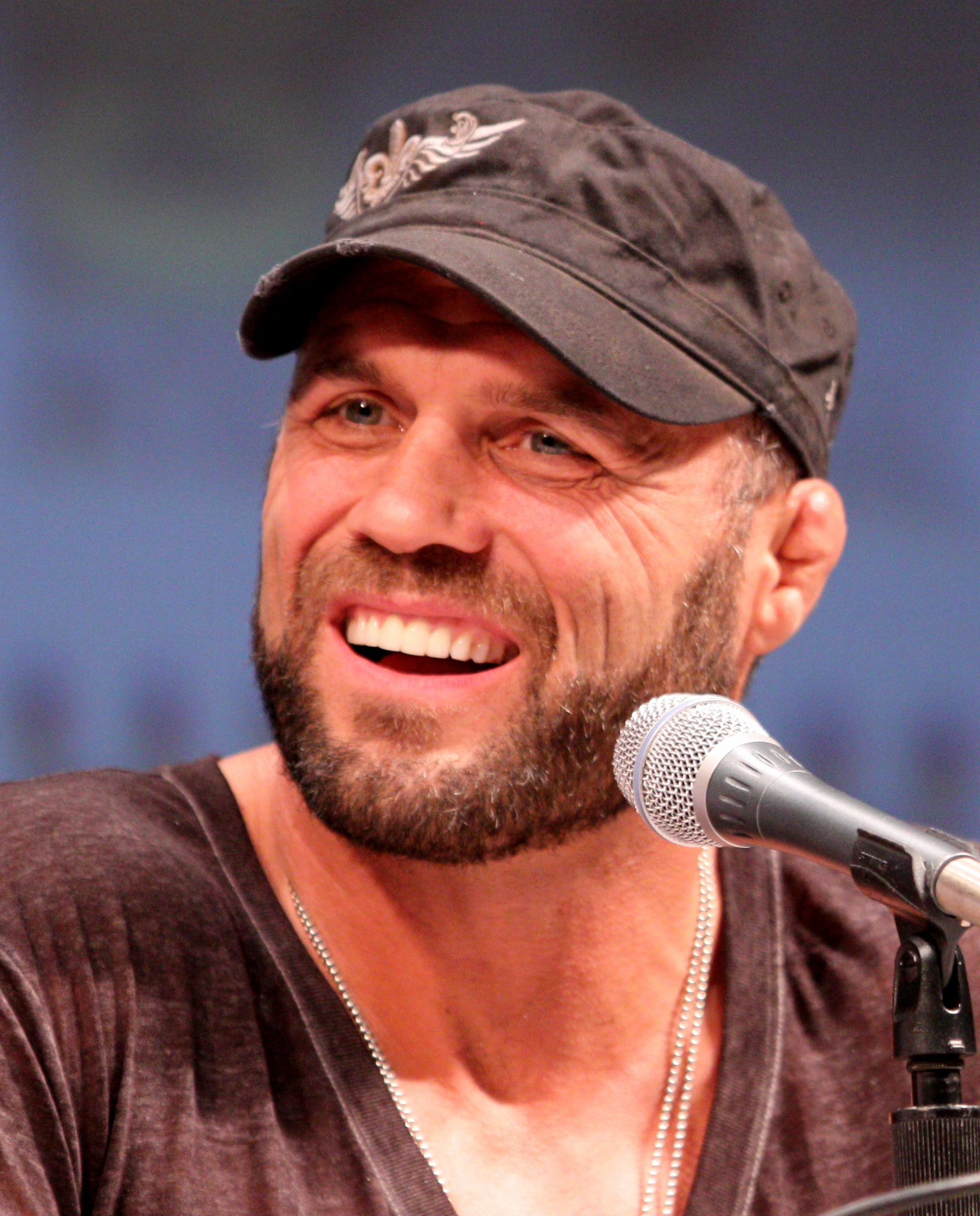
Randy Couture (* 1963)

- Couture, Sadí, uruguayischer Fußballspieler
- Couture, Thomas (1815–1879), französischer Maler
- Couturié, Bill (* 1950), US-amerikanischer Filmproduzent
- Couturier, Catherine (* 1959), französische Politikerin
- Couturier, Félix (1876–1941), französischer Ordensgeistlicher und römisch-katholischer Bischof
- Couturier, François (* 1950), französischer Jazz-Pianist
- Couturier, Gérard (1913–1999), kanadischer Geistlicher, Bischof von Hauterive
- Couturier, Léon (1842–1935), französischer Maler und Illustrator
- Couturier, Malik (* 1982), französischer Fußballspieler
- Couturier, Marie-Alain (1897–1954), französischer Ordensgeistlicher und Kunstkritiker
- Couturier, Paul (1881–1953), französischer Priester, ökumenische Persönlichkeit
- Couturier, Philibert Léon (1823–1901), französischer Porträt- und Tiermaler
- Couturier, Sean (* 1992), kanadischer Eishockeyspieler mit US-amerikanischer Staatsbürgerschaft
- Couturier, Stéphane (* 1957), französischer Fotograf, insbesondere für Architekturfotografie

### Couv

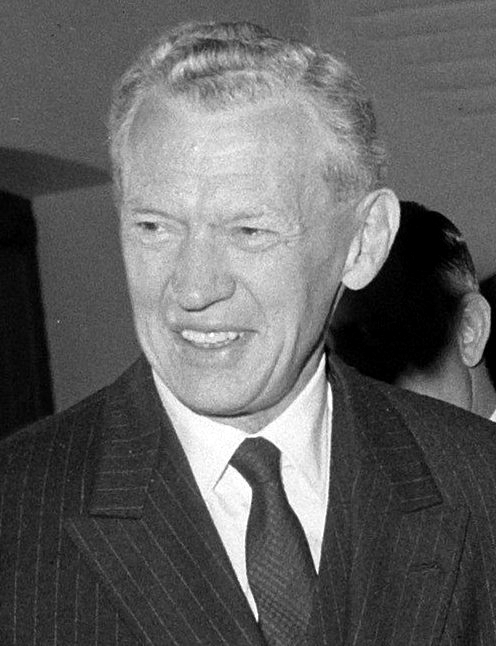
Maurice Couve de Murville (1907–1999)

- Couve de Murville, Maurice (1907–1999), französischer Politiker, Mitglied der NationalversammlungMaurice Couve de Murville (1907–1999)
- Couve de Murville, Maurice (1929–2007), britischer Theologe und Erzbischof von Birmingham
- Couve, Jean-Michel (* 1940), französischer Politiker, Mitglied der Nationalversammlung
- Couven, Jakob (1735–1812), Baumeister des Aachener Rokokos
- Couven, Johann Joseph (1701–1763), deutscher Baumeister des Barocks und des Rokokos
- Couvert, Carole (* 1973), französische Gewerkschafterin
- Couvert, Raoul (1903–1983), französischer Eishockeyspieler
- Couvez, Rémy, französischer Musiker und Komponist
- Couvreur, Bénédicte (* 1971), französische Filmproduzentin
- Couvreur, Hilaire (1924–1998), belgischer Radrennfahrer
- Couvreur, Jessie Catherine (1848–1897), australische Schriftstellerin
- Couvreur, Olivier (* 1970), französischer Autorennfahrer
- Couvreur, Patrick (* 1950), französischer Pharmakologe und Unternehmer
- Couvreur, Philippe (* 1951), belgischer Jurist ehemaliger Kanzler des Internationalen Gerichtshofes
- Couvreur, Séraphin (1835–1919), französischer Sinologe und Missionar
- Couvreux, Alphonse (1820–1890), französischer Bauunternehmer und Erfinder eines Eimerkettenbaggers

### Couw
- Couwenbergh, Christiaen Gillisz. van (1604–1667), niederländischer Maler

### Couy
- Couyba, Maurice (1866–1931), französischer Politiker, Literaturkritiker, Lyriker und Chansonnier

### Couz
- Couzens, Dominic (* 1963), britischer Ornithologe, Autor und Bioakustiker
- Couzens, James J. (1872–1936), US-amerikanischer Manager und Politiker
- Couzens, Millie (* 2003), britische Radsportlerin
- Couzens, Tim (1944–2016), südafrikanischer Schriftsteller sowie Literatur- und Sozialwissenschaftler
- Couzian, Jean (1874–1933), Bischof der armenisch-katholischen Kirche
- Couzin, Iain (* 1974), britischer Biologe und Verhaltensforscher
- Couzinet, Fernand (1911–1986), französischer Politiker (SFIO), Mitglied der Nationalversammlung
- Couzinet, René (1904–1956), französischer Ingenieur und Flugzeugbauer
- Couzy, Jean (1923–1958), französischer Bergsteiger